# 仮面ライダーW
『仮面ライダーW』（かめんライダーダブル、欧文表記:KAMEN RIDER DOUBLE）は、2009年9月6日から2010年8月29日まで、テレビ朝日系列で毎週日曜8時00分から8時30分（JST）に全49話が放映された、東映制作の特撮テレビドラマ作品、および作中で主人公が変身するヒーローの名称。平成仮面ライダーシリーズ第11作に当たる。ハイビジョン制作（アナログ放送ではレターボックス放送）。
キャッチコピーは、「平成仮面ライダー10周年プロジェクト 秋の陣」「俺たちは / 僕たちは、二人で一人の仮面ライダーさ」「これで決まりだ!」。
本項目では、テレビシリーズの続編として制作された漫画風都探偵についても、併せて詳述するものとする。

## 概要
平成仮面ライダーシリーズ第11作で、前作『仮面ライダーディケイド』の開始とともに始まった平成ライダー10周年プロジェクトの『超・電王&ディケイド』（春の陣）、『ディケイド オールライダー対大ショッカー』（夏の陣）に続く第3弾・秋の陣として位置づけられている。『ディケイド』が平成仮面ライダーシリーズの約10年を総括する作品だったのに対し、本作品は「“次の10年”に向けた、新たなるシリーズの第1作」をコンセプトに制作されている。

### 特徴
シリーズ初となる2人で1人の仮面ライダーが本作品の特徴で、主役の仮面ライダーWは左翔太郎とフィリップが同時に変身ベルトを装着することで1人のライダーに変身するほか、2人を演じる桐山漣と菅田将暉は、オープニングクレジットでは横並びで表示される。これについて、東映プロデューサーの塚田英明はインタビューで「2人で1人」という設定は、探偵もの・ハードボイルドものにつきものの「相棒」という存在から発案したと語っている。ここから「ハードボイルドもの」という世界観が派生し、主人公は「私立探偵」「相棒」に設定され、作劇にも探偵ものの要素が多く含まれており、特に過去に東映が制作したテレビドラマ『探偵物語』の設定が反映されている。また、主人公が事務所で使うデスクには、『探偵物語』で同作品の主人公が使っていた東映の倉庫にあった机が流用されている。ハードボイルド指向だけに偏らず、近年の平成仮面ライダーシリーズでは恒例となっているコメディーの要素も『仮面ライダー電王』と同様に多く取り入れられており、コメディーを物語の核心に発展させている演出も多い。従来同様、大河ドラマ性を取り入れつつ、単発系のルールであった「始まりは依頼人の訪問で、終わりは報告書を書く」「前後編の読み切り」を入れており、園咲家などの場面を除いて翔太郎の目に触れないところはなるべく少なくし、翔太郎の一人称でやることとなった。
Wのデザインは昭和仮面ライダーシリーズを意識したデザインとなっており、楕円の複眼に触角といった昭和ライダーを彷彿させるシンプルなシルエットのマスクや、仮面ライダーZXまでの昭和ライダー共通の特徴であったマフラーが復活している。Wの基本形態であるサイクロンジョーカーは、メタリックグリーンの右半身は仮面ライダー新1号、黒色の左半身は仮面ライダーBLACKを意識した配色が設定されており、Wのデザイン全体は原点に戻ることを念頭に置いて仮面ライダー自体がモチーフになっている。変身ベルト（ダブルドライバー）の左右それぞれ1本ずつの計2本同時に装填されている変身アイテム（ガイアメモリ）を、状況に合わせて差し替えることで右半身と左半身の色が違う多種多様な組み合わせとなり、それぞれの姿でまったく異なった武器や能力を発揮する。
過去作品では主に実際の日本を舞台にしてきたが、本作品では架空の都市風都（）を舞台としており、さらに虚構的な世界となっている。それによって主人公たちの活動の場が一都市に絞られることになり、主人公たちの人物設定にも「街」が強く関連している。また、「仮面ライダー」の呼称は、戦いを目撃した住民たちが呼び始めたものであり、それを受けて主人公たちが「仮面ライダー」を名乗るようになったという設定である。
平成作品の世界観は作品ごとに異なっているが、Wは放送終了後もオリジナルキャストで劇場版作品に多く客演しており、恒例となっている『仮面ライダー×仮面ライダー オーズ&ダブル feat.スカル MOVIE大戦CORE』以降にもたびたび出演している。
脚本の三条やプロデューサーの塚田によると、本作品の企画自体は2008年放送の前々作『キバ』の時からあり、同作品の後番組という形で今までどおりの1月下旬放送開始・翌年1月中旬終了で放送する案もあったと、両者のインタビューで語られている。また、企画自体は『ディケイド』よりも本作品の方が先に完成していたが、後述の放送期間の移行を理由に後から企画が上がった『ディケイド』が先に放送された。
制作やマスター納品の都合上、ロケは全話を通して関東地方で行うのが常であるが、本作品では関西地方でロケを行った話も制作されており、時代劇の撮影で知られる東映太秦映画村を仮面ライダーが初めてバイクで走った作品にもなった。

### 放送フォーマット
テレビ朝日・ADKによる日曜朝8時台前半の各放送枠では、長年にわたって1月末 - 3月上旬開始・翌年1月 - 3月に終了という4クール放送が定着していたが、本作品では前作『ディケイド』を2クール半の全31話で終了させることにより、9月からの開始というサイクルへと移行した。これは、仮面ライダーシリーズと同じく2月に放送開始していた「スーパー戦隊シリーズ」とストーリーや玩具のピークをずらすことで、新しいビジネスチャンスを探るための方策であるとされている。

## あらすじ
今から1年前（2008年）、私立探偵の鳴海荘吉とその弟子の左 翔太郎は、謎の組織に拘束されていた少年を助け出す。脱出の途中に荘吉が追手の凶弾に倒れ、残る2人も絶体絶命の窮地に陥る中、少年は翔太郎に謎の機械を渡し、こう告げた。「悪魔と相乗りする勇気、あるかな?」
そして2009年秋。あらゆる場所で風車が回る風の街風都において、荘吉の後を継いで探偵業を営む翔太郎と1年前に救出された少年フィリップの元に、荘吉の娘鳴海亜樹子が事務所からの立ち退きを要求しにやってきた。翔太郎に付きまとううちに、亜樹子は風都で怪事件を起こす怪人ドーパントの存在を知る。そして、翔太郎とフィリップが変身する風都を守る戦士仮面ライダーWの戦いに深く関わっていくことになる。

## 作品詳細

### 世界設定・用語
風都（）
本作品の舞台となる、日本にある架空の都市。
劇中の描写から湾岸都市であることが判明しているほか、亜樹子が大阪から来た描写があることから少なくとも関西地方ではない。また、Vシネマ『ドライブサーガ 仮面ライダーチェイサー』の描写から、東京都とは隣接している模様。
街の至るところに様々な形状の風車が回る、通称「エコの街」。地名・町名も風にちなんだものが多い。「ふうとくん」という街のマスコットキャラクターが人気者である。また、この街の自動車のナンバープレートも風都ナンバーとなっている。主な施設に以下のようなものがあるが、これらの他にも毎回様々な場所が物語の舞台となる（基本的に「風都○○」とつくことが多い）。
翔太郎をはじめ多くの住民に愛されている一方、治安は良好とはいえず裏ではミュージアム（園咲家）による実験都市としての暗黒的な側面も持っており、組織やその方針に対して敵対の意を見せる者が抹殺されることも多く、ガイアメモリによる犯罪も増加傾向にある。
翔太郎たちの拠点である鳴海探偵事務所は古びた玉屋「かもめビリヤード場」の2階にあり、こちらも看板の上にかもめ型の風見鶏と8ボール型の風車が回る。事務所の住所は風都風花町1丁目2番地3号。外観は川越市連雀町に建っていた閉館された劇場「旧鶴川座」が使用された（2019年に解体）。
- 企画の立ち上げ段階では、街の名前は風都ではなく水都で、鳴海探偵事務所もかなりの水際にあるという設定であった。しかし、立ち上げに関わった撮影班の田﨑竜太からそれらの設定を拒否されたこと、Wの基本フォームがサイクロンジョーカーでマフラーを持っている、目に見えない風は風車が回っていればどこでも風都に見える、といった理由から風都に変更されている。

風都タワー
築30年の街のシンボルで、電波塔と風力発電の機能を併せ持ったタワー。風都そのものを表すように巨大な風車となっている。
劇場版『運命のガイアメモリ』の戦いにより損壊しており、テレビシリーズでも時系列上同作品以降のエピソードとなる第45話から最終話で再建されるまでの間、これを反映する形で復旧中の姿が描かれている。
風麺
ウォッチャマンらがよく利用する屋台ラーメン屋。風車模様が描かれた具が隠れるほど巨大なナルトが売りのラーメンが風都の名物となっている。
風都博物館
琉兵衛が隠れ蓑にしている博物館。館内ではドーパントのメモリのモデルとなった物品、それに生物のジオラマが展示されている。従業員全てがミュージアム所属というわけではなく、轟響子のように琉兵衛の本性を知らない者もいた。
- 博物館の外観や展示品の一部は、国立科学博物館上野本館の建物や所蔵物が使われている。

WIND WAVE
風都で番組を配信しているFMラジオ局。園咲若菜の「ヒーリング・プリンセス」もここで制作されている。
ガイアタワー
風都付近の孤島に建造されたミュージアムによってガイアメモリが製造されていた工場。翔太郎とフィリップがWに変身したことで破壊された。

地球の本棚（）
地球の記憶の全てが本の形となって収められたアカシックレコードのような脳内空間。
果てしなく広がる真っ白な空間に無数の本棚が並んでおり、それら一冊一冊が地球の記憶のデータベースとなっている。使用者が検索をかける（検索ワードを唱える）と自動的に該当する本が絞られていき、任意の事象が記された本を絞り込むことができる。とはいえ必ずしも万能ではなく、情報が無ければ本を絞れず、個人に関する本でもその感情に関する情報はない上に、中身が全て破かれたように削除されていたり、何かしらの都合で施錠されて閲覧できないものもある。この世界に入っている人間は一種のトランス状態となっている（会話は可能）。臨死状態などで精神のみ活動する者も、この世界に侵入することが可能である。
本来はフィリップの特殊能力であるが、後に若菜が自身にガイアプログレッサーを融合したことにより、フィリップと同様にアクセスできるようになったことで、度々検索の妨害などの裏工作が行われるようにもなった。また、本棚の中でクレイドール・ドーパントへと変身するなど、彼女の本棚とのシンクロ率はフィリップ以上であることを窺わせる描写も見られた。
この他にも、ミュージアムを含めた園咲家の情報に関しては、意図的に情報操作が施されている形跡があり、フリーズされるか強制撤去されるため、検索できないようになっていたが、物語終盤でミュージアムの計画が最終段階へと移行したのに伴い、若菜がセキュリティを解除したことで検索が可能となった。
漫画『風都探偵』では、あくまでも本棚で検索できるのは通常の世界の情報だけで、裏風都のような別世界の情報は入手できないことが言及されている。

ミュージアム
園咲家が中心となり、人間を地球の記憶によって理想的に進化させる名目の下、ガイアメモリを開発・流通させている秘密組織。劇中では翔太郎たちからは「組織」と呼ばれていることもある。シリーズ全編を通して悪の組織として描かれる。
「ディガルコーポレーション」と呼ばれる冴子が取り仕切る組織の傘下の巨大なIT企業を隠れ蓑に使ってガイアメモリの製造や販売を行っている。警察はその存在を認識しているものの、組織の全容は掴めておらず、捜査線上に出てきても途中で消えてしまう。逆に裏では警察側の内通者が報酬目当てで活動を幇助していたケースもある。活動開始の時期は不明だが、10年前のドーパントによる犯罪が確認されており、少なくとも10年以上前から活動していた模様。
無論、非公式・非合法の組織であるため、主な流通は表社会からのアクセスではなく、闇のセールスマンたちによる裏社会での販売活動によるものである。彼らは老若男女を問わず、欲望を持つ人間たちに大量のガイアメモリを売り込み、ドーパント犯罪を促進しており、その売り上げを組織の資金にしているほか、売られたメモリの行方をリサーチして組織の実験データとしている。また、風都の各所に大小様々な関連企業や製造工場を有し、新開発メモリの人体実験も行っている。
ガイアメモリの利益は組織の資金集めの1つであり、開発・流通はあくまで実験の一環でしかなく、組織の最終的な目的は「地球の記憶」の解明と掌握にある。
頭目の琉兵衛の死により事実上崩壊。加頭は冴子を新たなトップにすることでの組織の継続を図るが、彼の敗北・死亡をきっかけに、最大のスポンサーである財団Xが資金援助を打ち切ったため、完全に壊滅した。
- 「組織を描く」という原点回帰の意味も含めているが、「事件」を描く本作品では「フーダニット（犯人は誰なのか）」の部分も大切にするため、ミュージアムは「怪人の素」を配る元締めのような存在ということとなっているが、あくまでも事件の裏にいるものとなった。

ガイアゲート
園咲邸地下深くにある神殿のような場所にある緑色に輝く井戸のような遺跡で、組織の中枢部である。作中での通称は“泉”。
かつて園咲邸は星降谷と呼ばれる遺跡で園咲琉兵衛はこの地で多くの遺物を発掘し、そのまま周辺の土地を買い占めて自分の邸宅を建てた。この泉は「地球の意思」の接続ポイントで、ミュージアムはここで「地球の記憶」を取得、メモリを生産する。そのため、琉兵衛はこの場所自体を「ミュージアム」と呼んでいる。
他にもCJXの初登場時にはその出現に共鳴して活性化したり、幼少時代にフィリップ（園咲来人）が転落したことが物語の核心になっていたりと、その存在が重要な鍵となっている。

ガイアインパクト
ミュージアムの最終目的であり、「地球の記憶」にアクセスできる人間に「地球の記憶」内の膨大なデータを全て流し込む儀式により地球に変革をもたらす、壮大な救済計画。
これを行われた対象は地球と完全に一体化した究極の存在へと昇華し、地球の記憶を自由に引き出せる、生きたガイアメモリ製造機にもなり得る。しかしこれだけでも万全というわけではなく、「地球の記憶」の膨大なデータを制御するため、「地球の記憶」そのものを制御できる存在＝フィリップの存在が不可欠となる。
琉兵衛はフィリップを「地球の記憶」＝若菜の制御装置として組み込むことで、クレイドールエクストリームの力を得て「地球の巫女」たる資格を得た若菜に全人類を地球と一体化する計画を行うことを目論んでいたが、翔太郎がフィリップの意識を呼び覚まさせて救出したことで失敗。しかし、若菜への「地球の記憶」のダウンロードは成功していたため、加頭は若菜を再びエクストリームの力に覚醒させた上でデータに変換し、財団Xの人工衛星にインストールしてメモリ適性のある者以外の全人類を消滅させるという、もう1つのガイアインパクトを行うことを目論んだ。

EXE（）
ミュージアム壊滅から1年後の風都にはびこる、数人の学生によって構成されるストリートギャング。
「ミュージアムを継ぐ者」と豪語しているが、実際は金目当てに今まで流通したガイアメモリを掻き集めて、転売しているだけの悪質なチンピラの集団である。
構成員の中にはコックローチやアノマロカリスなど、過去にWがブレイクしたメモリと同型の物を持つ者もいるが、メモリの力を使いこなせている者はほとんどおらず、後述の「エナジー」以外のドーパントはいずれも特殊能力を使わずメモリブレイクされてしまった。
組織の中心となる人物は「エナジー」と呼ばれ、翔太郎は当初、一味のリーダー格を務める少年 遠藤士郎がエナジーの正体と見ていたが、実際はサンタちゃんが店長のペットショップの店員がエナジーの正体だった。
最終的には翔太郎や竜の活躍で遠藤をはじめとする構成員全員が逮捕され、正体を表したエナジーも復活したフィリップと翔太郎が変身したWに倒された。

財団X（）
『仮面ライダーW』物語終盤にミュージアムの背後での存在が確認された、闇の巨大組織にして死の商人。
トレードマークとなるのは「白」を基調とした服装。『仮面ライダーW』や『仮面ライダーフォーゼ』に登場したものは白いスーツだが、『仮面ライダー平成ジェネレーションズ FINAL ビルド&エグゼイドwithレジェンドライダー』の最上魁星は白地の着物のようなものをまとっている。
詳しくは財団Xを参照。

『風の左平次 パニックリベンジャー』
作中登場する劇中劇。第29話に登場。
亜樹子がはまりシーズン1のDVD-BOXまで購入し、時代劇が苦手で「（始まって）5秒で寝る」と発言していた翔太郎も寝るために見始めるが、ハマって逆に眠れなくなってしまった。そして、ナイトメア・ドーパントが入った翔太郎の夢の中ではこの時代劇の影響を受け、時代劇調となって岡っ引きの翔太郎（左の親分）と下っ引きのフィリップ（ふぃりっぱち）がW 疾風切札に変身することとなる。第39話では劇場版も公開されている。
『劇場版 仮面ライダーオーズ WONDERFUL 将軍と21のコアメダル』
『仮面ライダーオーズ』の映画では、江戸時代の実在のキャラクターとして登場。この作品では、『暴れん坊将軍』も、劇中劇（冒頭シーン）と実在のキャラクター（江戸時代のシーン）として登場している。

### ガイアメモリ関連
ガイアメモリ
あらゆる「地球の記憶」を収めた、全長10センチメートルほどのUSBメモリ型の生体感応端末。
風都に流通している物は化石のような有機的なフォルムで、中心のモニタガイアディスプレイには内包された「地球の記憶」の内部プログラムを連想するイラストが、そのイニシャルを象って描かれ視覚化されている。
使用者（人間である場合がほとんどであるが、実際には猫などそれ以外の生物も可能）がスイッチを入れることでメモリに封じられた「地球の記憶」を表す地球の声・ガイアウィスパーが発声されると共に起動し、人体に挿入することで使用者を変身させ、本体に収められた地球上で起きた現象・事象を再現するプログラムを人体に注入し、作用させることで人間を超人化させる（その間、メモリは体内に収納される）。
生産はミュージアム傘下の秘密工場で行われ、同組織のセールスマンによって販売されている。基本的には高額であることから値打ちの上下も存在し、一般人でも購入可能なメモリもあるが、購入者の素性はデータベース化されており、組織の意に沿わない使い方をした場合は抹殺対象になることもある。また、後述の副作用の危険性を考慮し、表向きには未成年への販売は禁止されている模様。
元はシュラウド（園咲文音）が完成させたもので、メモリの新開発にはフィリップ（園咲来人）の存在が必要不可欠で、『ビギンズナイト』におけるフィリップの逃亡以降は開発が滞っており、そのために冴子や琉兵衛がフィリップの身柄確保を狙っていた。また、シュラウド（園咲文音）などによる人体を守るためのドライバーを介して挿す仮面ライダー専用のメモリ、『運命のガイアメモリ』のT2ガイアメモリはフィリップ奪還後にミュージアムとは異なる経緯で開発されている。
基本的には変身体でなければメモリの固有能力を引き出せないが、プログラムを改竄することで人間体でもメモリの力を顕現するケースがある。また、ドライバーを介さずにメモリを使用した者は体内に残留したエネルギーから変身体でなくても高い身体能力を発揮することがあり、それを繰り返したウェザー・ドーパントの井坂深紅郎の肉体は「地球の記憶」そのものを取り込めるほどに変質したが、それによる反動も凄まじいものとなっている（詳細は後述）。
使用者はミュージアムのL.C.O.G（Living Connector Setting Operation Gun＝生体コネクタ設置手術器）により、対応メモリ挿入用の生体コネクタを体表面のどこかに付ける措置を受け、そのコネクタを介してメモリを挿入する必要がある。設置後はメモリが所有者を認識するため、原則として特定の個人しか使用不可能であるが、特殊な力が加わり変質を起こしたメモリは、複数の人間で使用可能な場合もある。また、同種のメモリが複数存在するために別人が同一のドーパントになることもあり、井坂はメモリの改造・複製の技術を持っている。また生体コネクタは、有馬鈴子のように10年間使用していないとコネクタが消えるが、再起動させると再びコネクタが出現する希有なケースもある。
超常的な能力を手に入れる反面、使用者はメモリの有害毒素に徐々に侵食され、ドライバーと呼ばれるフィルターが無い限り、感情・精神が次第に歪んでいってしまう。この影響で使用者がメモリ自体に依存性を示すようになることもある。メモリの毒素は怒り・憎しみなど強い感情に深い結び付きを持つ性質があり、コネクタは恐怖などの感情で成長する場合がある。メモリブレイク後も、使用者の体に毒素が残っており、雪絵のように記憶喪失になるなど、様々な副作用に侵されるケースがある。コネクタもドライバーほどではないもののフィルターの役割を果たしているようで、それが無い場合は毒素によって即死する危険性すら伴う。
使用者の練度・素質次第ではメモリの力をより強く発揮可能となるうえ、その段階に応じてメモリが進化し、変身体の隠された能力を引き出すケースもある（ナスカメモリのレベル2⇒レベル3など）。メモリによって装着者（ユーザー）との相性が存在し、相性が良すぎてメモリの記憶を通常よりも余計に引き出してしまう「過剰適合者」なる者がいる。適応率の原因はさまざまであるが、一部エピソード・『運命のガイアメモリ』、『エターナル』において、使用者の性格・技能がメモリの性質・モチーフに近いほど適応しやすいことが示唆されている。
使い続けることによって生身の状態にも影響を与え、ある程度ではあるが変身しない状態でも能力の一端を発現させている者もいる。
仮面ライダーが使用するメモリはドライバーに装填することを前提に毒素という毒素を可能な限り排除して純化し、開発された。よりUSBメモリに近いフォルムを持つが、純正型は端子が加工されているためか、ドライバー抜きのコネクタには反応しない。純化により、ドライバーと組み合せることで複数本の強力なメモリを長期間使用したとしても身体への悪影響は発生しない。
ミュージアムの瓦解、財団Xの援助打ち切りによって新たにメモリが製造されることは無くなったが、それでもかなりの数のメモリが未だに街に出回っており、テレビシリーズ終了後も仮面ライダーたちの戦いは続くこととなった。それを描く続編漫画『風都探偵』には、バンダイの「DXサウンド カプセルガイアメモリEXシリーズ」に並ぶトードストールなどのメモリが登場している。
本作品に登場する仮面ライダーが使用するメモリについては、仮面ライダーWの登場仮面ライダーを参照。
- 「怪人のデータが入ったUSBメモリ」というものを裏打ちする設定として、「一つの町が舞台で事件が起こる」というコンセプトだったため、それにスケール感があるバックボーンとして「地球の記憶」ということとなった。
- プロデューサーの塚田のデヴィッド・クローネンバーグの『裸のランチ』のようなテイストの気持ち悪いメモリにしたいという要望から、前から見たらシンメトリーに見えるが、裏から見たら背骨が曲がったように見えるような奇形のメモリとなっている。当初は丸い窓だったが、ガイアメモリと同様の形に変更となった。霧彦などのセールスマンが売っていたアタッシュケースの中のガイアメモリは、毎回同じメモリばかりであると1本も売れていないということになることから、全て新規で制作され、最終的に100本以上となった。

ゴールドメモリ
園咲家の面々が持つ金色の上位ガイアメモリ。
一般のメモリよりも強力な能力を持つ。その力があまりにも強すぎるため、ガイアドライバーを介したとしても使用者の身体に強い影響を及ぼし、ゴールドメモリの力に見合わない者が使用すれば死に至ることもある。メモリの能力の高さとそれに適応できるだけの適性、またクレイドールメモリの「地球の巫女」となる真の役割もあり、このゴールドメモリとガイアドライバーは園咲家にしか使いこなせないメモリとなっている。
園咲家の面々が使用する以外のゴールドメモリは、井坂が琉兵衛のもとから盗み出した「ケツァルコアトルスメモリ」と、スポンサー特権として財団Xの加頭順が所持する「ユートピアメモリ」が存在する。
井坂はゴールドメモリに近い性能を持つシルバーメモリを、コネクタのみで使用している。
ギジメモリ
ガイアメモリを基本にして組み上げたメモリガジェット起動用の疑似ガイアメモリで、『Zを継ぐ者』ではガイアメモリタイプの思考型AIと説明されている。
ガイアメモリと似ているが、中心に描かれているのは使用するメモリガジェットのシルエットになっており、外見・電子音声も機械的である。使用時に起動する必要も無いが、エンジンメモリはギジメモリの一種にして仮面ライダーが使用するメモリと同様の特徴を持っている。

ドーパント
本作品における敵。装着者（ユーザー）が自身の肉体にガイアメモリ内の「地球の記憶」を挿入（ドーピング）し、その記憶を宿した怪人となった者の総称。作中では超人体とも呼称されている。
身体能力の向上などと共に固有の特殊能力を持つ場合が多く、「単純な戦闘能力は低くとも、優れた特殊能力を持っている」という怪人が仮面ライダーシリーズ他作品と比して多い。身体には核のような球体が必ずあり、主に腰（ベルトのバックル位置）に存在することが多い。また、装着者は生体に取り込まれるような形となる。
正常な状態ならば、使用者の怒り・憎しみなどの強烈な感情の精神エネルギーによって本来のメモリ以上の力を発揮するが、その多くはメモリの持つパワーに振り回されることで精神を侵食され、最終的には理性を失い暴走してしまうことが多い。また、メモリによる超常的な力の誘惑に負けて心が歪み、どんどん深みにはまり犯罪を重ねてしまうケースもある。
メモリが肉体でなく精神と融合するケースも確認されているが、本来の状態と比べてメモリの能力が大きく劣る。とはいえ例外もないわけではなく、その精神の状態が極限な物（怨念など）であれば、弱者ながらも精神に準ずる相当のタフさを持つ。
メモリにはさまざまな「地球の記憶」が封じられているため、ドーパントのモチーフ・能力は非常に幅広い。シリーズの定番である「生物」の他にも人工物や無機物のような無生物、感情や現象や概念といった抽象的なもの、さらには特定の文明や人物までさまざまなモチーフがあり、「生物」においても恐竜など平成ライダーシリーズでは珍しい古生物の怪人が多く登場し、ゾーンのような非人間型などデザインも千差万別である。また、古生物系統のドーパントはメモリの暴走などの起因により、モチーフとなった生物のフォルムに近似した、凶暴な巨大形態に変異することもある。
基本的に1つのメモリには1つの記憶しか存在しないが、その記憶に該当する多岐にわたる能力を持ち、汎用性・応用力が高い。また、1人で2つ以上のメモリを使用する行為は身体的にも精神的にも危険として忌避されており、ダブルドライバーの開発経緯の1つはこのデメリットを克服するためとされている。井坂はこれを無視し、自身に複数のメモリを使用していた。『超バトルDVD』では1つのメモリに2つの記憶が存在するという例もある。
事件の真犯人（ドーパント）を探ることを目的とするエピソードが多いため、ゲストのドーパントはネタバレを防ぐ意味からも、正体が判明するまではくぐもった声に（場合によってはさらに中性的な声に）音声処理されている場合がある。
- Wのガイアメモリがサイクロンやジョーカーのため、英単語であればなんでもいいというルールになった。購入者と組織側の違いを出すため、メモリを直挿しした場合は副作用や習慣性が出るという設定となった。
- 全体のデザインのテーマとして、タイツのみを統一にして、あとは決めていないという。モチーフのエッセンスが吹き出ることで変形するようになっている。

ハイドープ
漫画版『風都探偵』から使用。ガイアメモリを使用しドーパントになり続けた者が達するドーパントのもう一段階上の存在。その覚醒者が変身したドーパントは、メモリの限界値を超えた力を出すことが可能。
変身者やメモリにより様々な能力に覚醒する。万灯雪侍はまずこの域に達したかどうかを『街』の住人の基準としている。

メモリブレイク
仮面ライダーの必殺技を受けて倒されたドーパントのガイアメモリが破壊・排出され、人間に戻る現象。
仮面ライダー以外にも、クレイドールエクストリームがこれを可能とする。メモリブレイクされた際には、対象者のコネクタも消失する。
メモリブレイクの対象者には衰弱や失神などの後遺症が表れることがあるが、死亡することは無い。もっとも、強力なメモリの過剰使用・改造したメモリの使用・複数のメモリの兼用など、正規では無い用法を行った者は生命を脅かされる場合がある。実際、井坂はそれらの命に関わるような用途をすべて繰り返し行っていたため、全身をコネクタの刻印に蝕まれて塵と化すという凄惨な最期を迎えた。またインビジブルの場合は、井坂によって使用者が死亡しなければメモリを取り出せないように細工されていた。この他にも、マスカレイドの場合はメモリの仕様が通常とは異なるのか、倒されるとメモリブレイクせずに装着者ごと消滅している。
後に開発されたT2ガイアメモリには改良が施され、必殺技を受けてもメモリブレイクされずそのまま体外へとメモリが排出されるようになっている。
- 犯罪モノのため、怪人が犯人＝人間であることから、殺すということではなく、悪意のみを破壊して犯罪をやっつけるヒーローということとなった。

メモリドライバー
ガイアメモリの力を制御するベルト型生体挿入フィルター。
これを通してメモリを使用することで副作用や依存性を無くし、理性を失わずに強大な力を引き出せるが、メモリ直挿しの副作用による暴走にも大きな力があり、メモリの毒性を吸収するドライバーではメモリの力を完全には引き出せないと、作中でも井坂が言及している。
通常、ドライバーを通してメモリを使用したドーパントは、倒されても変身が解除されてメモリは排出されるのみでそれ自体の破壊には至らないが、ドライバー本体を狙われれば確実に破壊される。種類はダブルドライバー（所有するメモリを含めた総称はダブルドライブギア）、アクセルドライバー、ロストドライバー、ガイアドライバーの4種類が存在する。いずれのドライバーも変身後に外部から視認可能であるが、ダブル、アクセル、ロストの各ドライバーは使用中メモリが露出した状態であるのに対し、ガイアドライバーのみメモリの挿入口を守るように、ドーパントの特徴である球体（金色）で覆われた状態となる。また、ガイアドライバーはプロトタイプであり、その次世代型がガイアドライバー2G（セカンドジェネレーション）ことダブルドライバーである。
ガイアドライバーrex（）
漫画版『風都探偵』から登場。『街』の幹部たちが使用するドライバー。左右に挿入口があり、右手側にメインのガイアメモリを挿入することで変身し、左手側に挿入したメモリの能力を短時間だけ上乗せできる。

## キャスト

### レギュラー・準レギュラー
- 左翔太郎 - 桐山漣[注釈 25]
- フィリップ - 菅田将暉
- 鳴海亜樹子 - 山本ひかる
- 照井竜[注釈 26] - 木ノ本嶺浩（18 - 49）
- 刃野幹夫 - なだぎ武（ザ・プラン9）（1 - 3,5,7,9,11,13,15 - 17,19 - 22,25,27,29,33,38,41,42,46 - 49）
- 真倉俊 - 中川真吾（1,3,5 - 9,11,13,19 - 22,25 - 30,38,41 - 43,46 - 49)
- ウォッチャマン - なすび（2,3,6,11,14,16,20,21,26,31,37,39,40,43,47 - 49）
- サンタちゃん - 腹筋善之介（4,6,8,12,16,21,23,24,27,29,41,47 - 499）
- クイーン - 板野友美（当時AKB48）（7,12,17,22 - 24,32,47 - 49）
- エリザベス - 河西智美（当時AKB48）（7,12,17,22 - 24,32,47 - 49）
- 園咲琉兵衛 - 寺田農（1,2,4,5,7,9,10,13 - 15,17 - 19,23,27 - 30,32,35 - 40,42 - 46,48,49）
- 園咲冴子 - 生井亜実（1 - 6,8 - 10,13 - 49）
- 園咲若菜 - 飛鳥凛（1 - 5,7,9,10,12 - 49）[注釈 27]
- 園咲霧彦（須藤霧彦） - 君沢ユウキ（2 - 18,34)
- 井坂深紅郎 - 檀臣幸（23 - 31,33 - 36,43）
- 加頭順 - コン・テユ（37 - 41,43 - 48）
- フィリップ（幼少期）[注釈 28] - 橋本智哉（3,14,44 - 46)
- 園咲若菜（幼少期） - 笠菜月（14,44 - 46）

### 声の出演
- ガイアメモリ音声、ナレーション - 立木文彦
- スミロドン・ドーパント - 高戸靖広（2,4,7.18,21,36 - 38.45）
- シュラウド - 幸田直子（19,20,28,30 - 32,35 - 37,43,44,46,47,49）

### ゲスト
ゲストの中には仮面ライダーシリーズの他に塚田プロデューサーが担当したスーパー戦隊シリーズやメタルヒーローシリーズなどの過去の特撮番組レギュラー経験者が従来よりも多く起用されており、東映公式サイトにおいて毎回ピックアップされている。また、サブライターの長谷川圭一と関わりのあるウルトラシリーズからのゲストも少なからず起用されている。
- 津村真里奈 - 山内明日 (1,2)
- 戸川陽介 - YOH (1,2)
- 翔太郎・幼少 - 嘉数一星 (2)
- 富豪の男 - 唐沢民賢 (2)
- 真里奈・幼少 - 八木瑛美莉 (2)
- 外人ウェイトレス - ジェリー・テラーソン (2)
- ニュースの声 - 飯島肇 (2)
- 加賀泰造 - 我修院達也 (3,4)
- 和泉優子 - 妹尾友里江 (3,4,13)
- 優子の父 - 九太朗 (3,4)
- 優子の母 - 上村依子 (3,4)
- 村雨吾郎 - 亀山助清 (3)
- 宝石店の店長 - 吉川勝雄 (3)
- 神父 - トニー・セテラ (4)
- 鷹村源蔵 - 伊東孝明 (5,6)
- 楠原みやび - 川田希 (5,6)
- 楠原あすか - 大村らら (5,6)
- 楠原大三郎 - 長谷川ほまれ (5)
- 鷹村の部下 - えんじ則之 (5)
- 風麺マスター - どうきひろし (6,9,14,17,41)[注釈 29]
- 稲本弾吾 - 森崎ウィン (7,8)
- 星野千鶴 - 藤井玲奈 (7,8)
- 星野武 - 白石タダシ (7)
- 教師 - 渡洋史 (7,8)
- インストラクター - 小林音子 (7)
- 伊刈 - 片桐仁（ラーメンズ / 8)
- 浅川麻衣 - 乙黒えり (9,10,14)
- 佐々木由貴子 - 濱田万葉 (9,10)
- 杉下克子 - 川俣しのぶ (9,10)
- 城塚福美 - 井上佳子 (9,10)
- 進藤料理長 - 岡田正典 (9,10)
- 浅川勇三 - 加藤満 (9,10)
- 依頼者A - 春日亀千尋 (9)
- 山村康平 - 橋爪遼 (11,12)
- 黒須 - Koji (11,12)
- 山村幸 - 松岡璃奈子 (11,12)
- 湯島則之 - 坂田鉄平 (11,12)
- 青木 - 辻岡正人 (11,12)
- 赤田 - 近松仁 (11,12)
- 白井 - 谷川功 (11,12)
- 根津 - 蒲生純一 (11,12)
- 下沢智美 - 中平あや (12)
- 若い女性 - 梶原ひかり (12)
- 佐伯素子 - 中丸シオン (13,14)
- 上尾強 - 三好博道（オキシジェン）  (13,14)
- ディレクター - 岡野友信 (13,14,37)
- 火野 - 三島ゆたか (13)
- 記者A - 天尾俊治 (13)
- 記者B - 丸岡真由子 (13)
- AD - 田中宏明 (14)
- セールスマン - 中根司 (14)
- スタッフA - 成城有騎 (14)
- スタッフB - 北館祐太郎 (14)
- 麻生冬美 - 森下悠里 (15,16)
- 倉田剣児 - 西興一朗 (15,16)
- 江草茜 - 今野真菜 (17,18)
- 藤川統馬 - 木村遼希 (17,18)
- 金村有一 - 吉原拓弥 (17,18)
- 久保田弥生 - 伊倉愛美 (17,18)
- バーバー風のマスター - あご勇 (17,18)
- 子供時代の霧彦 - 鈴木琉生 (18)
- 片平真紀子 - 大沢逸美 (19,20)
- 片平清 - 渋谷謙人 (19,20)
- 池田晋也 - ナガセケイ (19)
- 花屋女子店員 - 植木綾香 (19,20)
- 照井雄治[注釈 30] - 矢嶋俊作 (20,27)
- 照井真由美[注釈 31] - 藤井佳代子 (20,27)
- 照井春子[注釈 32] - 笠原美香 (20,27,29,35,36)
- 九条綾 - 木下あゆ美 (21,22)
- 阿久津憲 - 大高洋夫 (21)
- 溝口正輝 - 白井圭太 (21,22)
- 氷室 - 村岡弘之 (21)
- 鬼教官 - 富永研司 (21)
- ガイアメモリ流通の男[37][注釈 33] - 金田進一、永徳 (21)
- DJ HURRY KENN（声 / 本人役） (23,24)
- ジミー中田 - 冨田佳輔 (23,24)
- 墨田ゆきほ - 中野公美子 (23,24)
- 沢田さちお - モロ師岡 (23,24)
- 大貫一朗太 - 水木一郎 (23,24)
- 上木彩矢（本人役） (23,24)
- TAKUYA（本人役） (23,24)
- 南京玉すだれの芸人 - 谷本萌生[38] （23）[注釈 34]
- 堀之内慶應 - 四方堂亘 (25,26)
- リコ - 澤田萌音 (25,26)
- 唐木田有紀 - 峯村リエ (25)
- 多摩千太 - 藤原邦章 (25)
- リリィ白銀 - 長澤奈央 (27,28)
- フランク白銀 - 山野史人 (27,28)
- 少女時代のリリィ - 熊田聖亜 (27)
- 食品業者 - 鳥居峰明 (27)
- 雪村姫香 - 麻生夏子 (29,30)
- 赤城教授 - 西冬彦 (29,30)
- 福島元 - 加藤康起 (29,30)
- 櫓の久蔵 - 福本清三 (29,39)
- 左平次 - 西村匡生 (29,39)
- 久蔵の正体 - 大石彩未 (29)
- 研究生A - 永井宏明 (29[39][注釈 35],30)
- 研究生B - 南陽介 (29[39][注釈 35],30)
- そうじのおばさん - 藤森よし枝 (30)
- 尾藤勇 - 小沢和義 (31,32)
- 有馬鈴子 - 魏涼子[注釈 36](31,32)
- 有馬丸男 - 勝矢 (31,32)
- 不破夕子 / 須藤雪絵 - 平田薫 (33,34)
- 西山英輔 - 永瀬尚希 (33)
- 野田健一 - 西村信宏 (33)
- 平林武史 - 板垣隆弘 (33)
- 園長 - 児玉美智子 (34)
- 島本凪 - 和川未優 (35,36)
- 凪の父親 - 山賀教弘 (35)
- 女の子A - 上永田朱莉 (35)
- 女の子B - 田中愛理 (35)
- 男の子 - 藤沢健 (35)
- 客の男A - 伊達剛 (35)
- 客の男B - 小野正幸 (35)
- イナゴの女 - 佃井皆美 (37,38)
- 山城諭 - 中西良太 (37,38)
- フロント係 - 井上阿弥 (37)
- 山城葉子 - 津村純子 (38)
- 山城翼 - 吉田伊吹 (38)
- OL - 橋口未和 (38)
- 川相透 - 川野直輝 (39,40)
- 虹村あい - 谷澤恵里香 (39,40)
- マネージャー - 菊池隆志 (39)
- バイトの女の子 - 山本優奈 (39)
- 城島泪 - 奥村佳恵 (41,42)
- 上杉誠 - 河合龍之介 (41,42)
- 武田智 - 小谷幸弘 (41,42)
- ブルートパーズのボーイ - 日高迅 (41)
- 高級レストランの店員 - 桑田尚樹 (41)
- 刑事A - 今井靖彦 (41)
- 刑事B - 南誉士広 (41)
- 後藤良枝 - 遊井亮子 (43,44)
- 相馬卓 - 小豆畑雅一 (43,44)
- 左翔太郎（老人） - 名取幸政 (43,44)
- 関根光子 - ひがし由貴 (43,44)
- 大倉 - 樋浦勉 (43,44)
- 後藤みゆ（老人） - 久松夕子 (43,44)
- 後藤みゆ（少女） - 山田海遊 (43,44)
- 関根久美（少女） - 小西結子 (43,44)
- 占い師A - 新貝文規 (43)
- 占い師B - 諸田敏 (43)
- 占い師C - 横村直子 (43)
- 田端 - 竹岡常吉 (44)
- 関根久美（老人） - 上月左知子 (44)
- 轟響子 - 平田裕香 (45,46)
- ネオン・ウルスランド - ガウ (47,48)
- 青山晶 - 嘉数一星 (49)
- 青山唯 - 小池唯 (49)
- ペットショップの店員 - 末高斗夢 (49)
- 遠藤士郎 - 南羽翔平 (49)
- 若者A - 伊藤竜翼 (49)
- 若者B - 金子直史 (49)
- 若者C - 松本光希 (49)

### スーツアクター
Wのスーツアクターを務めた高岩は、第30話で亜樹子が変身したWも担当しているため、初めて女性キャラの芝居をやったという。
- 仮面ライダーW[出典 3]、仮面ライダージョーカー[42][40]、なだぎ武スタンドイン[44]、仮面ライダーアクセル（代役）[45] - 高岩成二
- 仮面ライダーアクセル[出典 4] - 永徳
- テラー・ドーパント[43][48] - 横田遼
- タブー・ドーパント[49][43]、シュラウド[出典 5] - 小野友紀
- ナスカ・ドーパント[出典 6]、ウェザー・ドーパント[出典 7]、Rナスカ・ドーパント[42][51]、ドーパント[42] - 渡辺淳
- クレイドール・ドーパント[出典 8]、バイラス・ドーパント[54]、ジュエル・ドーパント[54]、ホッパー・ドーパント[55]、リリィ白銀（吹き替え）[45]、城島泪（吹き替え）[45] - 藤田慧
- スミロドン・ドーパント[出典 9]、ユートピア・ドーパント[43][56]、ドーパント[46]、スイーツ・ドーパント[51] - 藤井祐伍
- バード・ドーパント[57]、ライアー・ドーパント[57]、パペティアー・ドーパント[57] - 高田将司
- 吹き替え[58] - 人見早苗

## スタッフ
本作品では平成ライダーシリーズの中核スタッフが刷新されており、これは「新たなるシリーズの始動」という意図と共に、および長年「スーパー戦隊シリーズ」のプロデューサーを担当し、初めて「仮面ライダーシリーズ」のチーフプロデューサーを担当する塚田英明の意向が強く反映されている。
脚本にはメインライターに三条陸、サブライターに長谷川圭一、またゲストライターとして荒川稔久と中島かずき、クリーチャーデザインに寺田克也、さらに演出では東映特撮作品は初の起用となる黒沢直輔や坂本浩一の他、長年スーパー戦隊シリーズの演出に携わってきた諸田敏が本作品より平成仮面ライダーシリーズの監督陣に加わっている。『仮面ライダークウガ』以来となる荒川や『仮面ライダー響鬼』以来となる諸田を除けば、これらのスタッフは「平成仮面ライダーシリーズ」に携わるのは初である。しかし、漫画原作・アニメ脚本を数多く手がけてきた三条、ライダーシリーズの好敵手とも言える平成ウルトラシリーズの多くに関わった長谷川、様々な作品でデザイン経験のある寺田、『京都迷宮案内』（かつて塚田も担当していた）『ベイシティ刑事』『さすらい刑事旅情編』などを手掛けた黒沢、アクション映画やパワーレンジャーシリーズを手掛けた坂本など、いずれの人物も各分野において十分な経験を持つベテランである。またその一方で、演出陣には田﨑竜太や石田秀範、柴﨑貴行が、音楽は前作から引き続き中川幸太郎と鳴瀬シュウヘイが名を連ねるなど、平成ライダー常連のスタッフも参加している。
- 原作 - 石ノ森章太郎（石森章太郎プロ）
- 連載 - テレビマガジン、てれびくん、幼稚園、めばえ、たのしい幼稚園、おともだち、コロコロイチバン!
- スーパーバイザー - 小野寺章（石森プロ）
- プロデュース - 本井健吾（テレビ朝日）、塚田英明、高橋一浩
- 脚本 - 三条陸、荒川稔久、長谷川圭一、中島かずき
- 監督 - 田﨑竜太、諸田敏、黒沢直輔、柴﨑貴行、石田秀範、坂本浩一
- 音楽 - 鳴瀬シュウヘイ、中川幸太郎
- 撮影 - 松村文雄、いのくままさお、倉田幸治
- 美術 - 大嶋修一
- 美術助手 - 福田裕子
- 助監督 - 伊藤良一、山口恭平、塩川純平、杉原輝昭、福島宏介、石田和彦
- 編集 - 長田直樹
- アクション監督 - 宮崎剛（ジャパンアクションエンタープライズ）
- 特撮監督 - 佛田洋
- ラインプロデューサー - 富田幸弘
- ラインプロデューサー補 - 道木広志（第5話 - 第22話）
- AP - 郷田龍一（第1話 - 第4話）
- プロデューサー補 - 望月卓（第36話 - 第49話）
- キャラクターデザイン - 早瀬マサト、PLEX
- クリーチャーデザイン - 寺田克也
- キャラクター造型 - ブレンドマスター
- 視覚効果 - 日本映像クリエイティブ
- CG製作 - 特撮研究所
  - 特撮コーディネーター - 鈴木啓造、中根伸治
  - 特撮スーパーバイザー - 足立亨
  - 特撮助監督 - 小串遼太郎
  - デジタル合成 - 南剛
  - CGアーティスト - 東映アニメーション、マリンポスト、スタジオ・バックホーン、グラフィニカ、他
- 制作 - テレビ朝日、東映、ADK

## 主題歌・挿入歌
オープニングテーマ「W-B-X 〜W-Boiled Extreme〜」
作詞 - 藤林聖子 / 作曲 - 鳴瀬シュウヘイ / 編曲 - TAKUYA・鳴瀬シュウヘイ / 歌 - 上木彩矢 w TAKUYA
第23・24話で上木彩矢とTAKUYAがゲスト出演した際は、本編のセットをバックに2人が歌唱する映像を加えた特別仕様となった。
第28・48話では挿入歌としても用いられた。最終話ではエンディングとして用いられた。

挿入歌
本作品でもエンディングテーマは存在せず、以下の曲が主に戦闘シーンに挿入される。キャラクターソング以外の歌手は番組オリジナルのグループが起用されており、グループ名にはそれぞれ実在のハリケーンやサイクロンの名前（あるいはそれをもじったもの）が付けられている。またこれらのオリジナルグループは「風都で活動しているグループ」という設定になっている。
「Cyclone Effect」 （3 - 6・9・23 - 25・45）
作詞 - 藤林聖子 / 作曲 - AYANO / 歌・編曲 - Labor Day
仮面ライダーW サイクロンジョーカーのテーマソング。
第21・48話では、バラード調にアレンジされた「acoustic edit.」が使用された (第21話ではインストゥルメンタル版が使用されている。また、第21話のみオープニングにはクレジットされていない) 。
第26話では、オープニングにこの曲が表記されていたが、実際には未使用となっている。
「Finger on the Trigger」（7・8・14・16・18・30・39）
作詞 - 藤林聖子・兎音鼓 / 作曲・編曲 - 五十嵐“IGAO”淳一 / 歌 - Florida Keys
仮面ライダーW ルナトリガーのテーマソング。
翔太郎のカラオケの十八番らしく、第23話では歌番組「フーティックアイドル」で、「仮面シンガー」として翔太郎とフィリップが歌っていた。
翔太郎とフィリップが歌ったバージョンは放送当時は商品化されなかったが、2019年5月1日に発売された「平成仮面ライダー20作記念ベスト」にて再編集をした「Finger on the Trigger（平成ベスト RE-EDIT ver.）」として収録された。
「Glorious street ～栄光の道～」（7・8）
歌 - Florida Keys
CDのライナーノーツには歌詞が掲載されておらず、作詞・作曲・編曲者の名前も表記されていないが、DJ HurryKennが「サビの歌詞は自分が作詞した」と語っている。
また、オープニングに曲名が表記されていない。
「Free your Heat」（10・11・13・19 - 21）
作詞 - 藤林聖子 / 作曲・編曲 - Ryo / 歌 - Galveston 19
仮面ライダーW ヒートメタルのテーマソング。
「Naturally」（13・14・17）
作詞 - 藤林聖子 / 作曲・編曲 - 鳴瀬シュウヘイ / 歌 - 園咲若菜（飛鳥凛）
園咲若菜のキャラクターソング。
「Leave all Behind」（22・44）
作詞 - 藤林聖子 / 作曲 - Ryo / 歌・編曲 - Wilma-Sidr
仮面ライダーアクセルのテーマソング。
『仮面ライダーW RETURNS 仮面ライダーアクセル』では主題歌として使用された。
「Love♡Wars」（23・24）
作詞 - 藤林聖子 / 作曲・編曲 - 鳴瀬シュウヘイ / 歌 - Queen & Elizabeth (板野友美 & 河西智美)
クイーン & エリザベスのキャラクターソング。
「風都タワー」（23・24）
歌 - ジミー中田（冨田佳輔）
劇中ではライアー・ドーパントに操られた人以外からはことごとく酷評されているが、同話に本人役で出演したTAKUYAは、「FU-TO HIT on GROOVE」（後述）にゲスト出演した際に「本気で歌おうとするととても難しい」とコメントしている。
また、オープニングに曲名が表記されていない。
「Nobody's Perfect」 （32・38・41・42）
作詞 - 松井五郎 / 作曲・歌 - 鳴海荘吉 / 編曲 - 菅原弘明
鳴海荘吉が作り、歌う（という設定の）バラード。
最終話の次回予告では通常の「W-B-X 〜W-Boiled Extreme〜」のインストではなくこちらがBGMに使われている。
「Extreme Dream」（46・48）
作詞 - 藤林聖子 / 作曲 - AYANO / 歌・編曲 - Labor Day
仮面ライダーW サイクロンジョーカーエクストリームのテーマソング。
「仮面ライダーW SPECIAL CD-BOX」にて初収録され、ファン投票で収録曲を決める「KAMEN RIDER BEST 2000-2011」で投票数2位で再収録された。

## 放送日程
過去の平成仮面ライダーシリーズと同様、本作品でも最終回を除いて1エピソード2話完結の前後編形式が採られているが、「探偵もの」という設定を反映し、前編（奇数回）が依頼で始まる「事件編」、後編（偶数回）が報告書で終わる「解決編」として位置づけられている。開始当初のナレーションも前編は「これまでの仮面ライダーWは」で前二回のダイジェスト映像が、後編は「仮面ライダーW 今回の依頼は」で、その回の依頼の相関図が流れる。各話終了時の演出も前編と後編で異なっており、前編終了時はWが使用する6本のガイアメモリが画面中心部を囲うような演出で、後編終了時は画面左下または右下にタイトルロゴが出るのみという演出でそれぞれ締め括られる。また最終話は前述の通り単編だが、演出は後編のそれに準じたものとなっている。
サブタイトルは全て「○○ / ××」で統一。特に○○は2話続けて使用する。「事件編」と「解決編」には共通のエピソードタイトルが冠され、「解決編」のアバンタイトルでは、そのエピソードの人物相関図が示される。また共通サブタイトルのアルファベットは、基本的にその回のゲストとなるドーパントの頭文字のイニシャルや、各エピソードを象徴する単語やゲストの人名などを併せたダブル・ミーニングとなっており、他のエピソードと重複しない文字が選抜されている。基本的には1エピソードごとに1文字使用しているが、例外として「E」は最終話1回のみ、「Z」は使用されなかったが小説版にて補完された。
登場怪人のうち、複数話に渡って登場している「ミュージアム」所属のドーパント（テラー・ドーパント、タブー・ドーパント、クレイドール・ドーパント、クレイドールエクストリーム、ナスカ・ドーパント、Rナスカ・ドーパント、スミロドン・ドーパント、マスカレイド・ドーパント）、シルバーメモリのドーパント（ウェザー・ドーパント）は割愛。
| 放送日         | 放送回 | サブタイトル                             | 主要登場怪人 | 脚本       | 監督     |
| -------------- | ------ | ---------------------------------------- | --- | ---------- | -------- |
| 2009年09月06日 | 1      | Wの検索 / 探偵は二人で一人               | - マグマ・ドーパント（声 - YOH） | 三条陸     | 田﨑竜太 |
| 9月13日        | 2      | Wの検索 / 街を泣かせるもの               | - ティーレックス・ドーパント （演 - 山内明日、 声 - 飯島肇） - ビッグ・ティーレックス                                                                                        | 三条陸     | 田﨑竜太 |
| 9月20日        | 3      | Mに手を出すな / 天国への行き方           | - マネー・ドーパント（声 - 我修院達也） | 三条陸     | 諸田敏   |
| 9月27日        | 4      | Mに手を出すな / ジョーカーで勝負         | - マネー・ドーパント（声 - 我修院達也） | 三条陸     | 諸田敏   |
| 10月04日       | 5      | 少女…A / パパは仮面ライダー              | - アノマロカリス・ドーパント（プロトモデル）（声 - えんじ則之）（5話） - アノマロカリス・ドーパント（プロダクションモデル）（声 - 伊東孝明） - ビッグ・アノマロカリス（6話） | 三条陸     | 黒沢直輔 |
| 10月11日       | 6      | 少女…A / 嘘の代償                        | - アノマロカリス・ドーパント（プロトモデル）（声 - えんじ則之）（5話） - アノマロカリス・ドーパント（プロダクションモデル）（声 - 伊東孝明） - ビッグ・アノマロカリス（6話） | 三条陸     | 黒沢直輔 |
| 10月18日       | 7      | Cを探せ / フィリップはそれを我慢できない | - コックローチ・ドーパント（声 - 片桐仁〈ラーメンズ〉） | 荒川稔久   | 田﨑竜太 |
| 10月25日       | 8      | Cを探せ / ダンシングヒーロー             | - コックローチ・ドーパント（声 - 片桐仁〈ラーメンズ〉） | 荒川稔久   | 田﨑竜太 |
| 11月08日       | 9      | Sな戦慄 / メイド探偵は見た!              | - スイーツ・ドーパント（声 - 濱田万葉） | 三条陸     | 柴﨑貴行 |
| 11月15日       | 10     | Sな戦慄 / 名探偵の娘                     | - スイーツ・ドーパント（声 - 濱田万葉） | 三条陸     | 柴﨑貴行 |
| 11月22日       | 11     | 復讐のV / 感染車                         | - バイラス・ドーパント（声 - 松岡璃奈子） | 長谷川圭一 | 諸田敏   |
| 11月29日       | 12     | 復讐のV / 怨念獣                         | - バイラス・ドーパント（声 - 松岡璃奈子） | 長谷川圭一 | 諸田敏   |
| 12月06日       | 13     | レディオでQ / 狙われたプリンセス         | - バイオレンス・ドーパント（声 - 三好博道〈オキシジェン〉） - バイオレンスボール                                                                                             | 長谷川圭一 | 石田秀範 |
| 12月13日       | 14     | レディオでQ / 生中継大パニック           | - バイオレンス・ドーパント（声 - 三好博道〈オキシジェン〉） - バイオレンスボール                                                                                             | 長谷川圭一 | 石田秀範 |
| 12月20日       | 15     | Fの残光 / 強盗ライダー                   | - アームズ・ドーパント（声 - 西興一朗） | 三条陸     | 柴﨑貴行 |
| 2010年01月03日 | 16     | Fの残光 / 相棒をとりもどせ               | - アームズ・ドーパント（声 - 西興一朗） | 三条陸     | 柴﨑貴行 |
| 1月10日        | 17     | さらばNよ / メモリキッズ                 | - バード・ドーパント（声 - 今野真菜、木村遼希、吉原拓弥、伊倉愛美） - バード・ドーパント（強化態）（18話）                                                                   | 長谷川圭一 | 諸田敏   |
| 1月17日        | 18     | さらばNよ / 友は風と共に                 | - バード・ドーパント（声 - 今野真菜、木村遼希、吉原拓弥、伊倉愛美） - バード・ドーパント（強化態）（18話）                                                                   | 長谷川圭一 | 諸田敏   |
| 1月24日        | 19     | Iが止まらない / 奴の名はアクセル         | - アイスエイジ・ドーパント（声 - 渋谷謙人） | 三条陸     | 石田秀範 |
| 1月31日        | 20     | Iが止まらない / 仮面ライダーの流儀       | - アイスエイジ・ドーパント（声 - 渋谷謙人） | 三条陸     | 石田秀範 |
| 2月07日        | 21     | 還ってきたT / 女には向かないメロディ     | - トライセラトップス・ドーパント（声 - 木下あゆ美） - ビッグ・トライセラトップス（22話）                                                                                     | 長谷川圭一 | 坂本浩一 |
| 2月14日        | 22     | 還ってきたT / 死なない男                 | - トライセラトップス・ドーパント（声 - 木下あゆ美） - ビッグ・トライセラトップス（22話）                                                                                     | 長谷川圭一 | 坂本浩一 |
| 2月21日        | 23     | 唇にLを / シンガーソングライダー         | - ライアー・ドーパント（声 - モロ師岡） | 三条陸     | 田﨑竜太 |
| 2月28日        | 24     | 唇にLを / 嘘つきはおまえだ               | - ライアー・ドーパント（声 - モロ師岡） | 三条陸     | 田﨑竜太 |
| 3月07日        | 25     | Pの遊戯 / 人形は手癖が悪い               | - パペティアー・ドーパント（声 - 四方堂亘） | 長谷川圭一 | 石田秀範 |
| 3月14日        | 26     | Pの遊戯 / 亜樹子オン・ザ・ラン           | - パペティアー・ドーパント（声 - 四方堂亘） | 長谷川圭一 | 石田秀範 |
| 3月21日        | 27     | Dが見ていた / 透明マジカルレディ         | - インビジブル・ドーパント（演 - 長澤奈央） | 三条陸     | 坂本浩一 |
| 3月28日        | 28     | Dが見ていた / 決死のツインマキシマム     | - インビジブル・ドーパント（演 - 長澤奈央） | 三条陸     | 坂本浩一 |
| 4月04日        | 29     | 悪夢なH / 眠り姫のユウウツ               | - ナイトメア・ドーパント（声 - 加藤康起） | 長谷川圭一 | 田﨑竜太 |
| 4月11日        | 30     | 悪夢なH / 王子様は誰だ?                  | - ナイトメア・ドーパント（声 - 加藤康起） | 長谷川圭一 | 田﨑竜太 |
| 4月18日        | 31     | 風が呼ぶB / 野獣追うべし                 | - ビースト・ドーパント（声 - 勝矢） - ゾーン・ドーパント（声 - 魏涼子）（32話）                                                                                              | 三条陸     | 諸田敏   |
| 4月25日        | 32     | 風が呼ぶB / 今、輝きの中で               | - ビースト・ドーパント（声 - 勝矢） - ゾーン・ドーパント（声 - 魏涼子）（32話）                                                                                              | 三条陸     | 諸田敏   |
| 5月02日        | 33     | Yの悲劇 / きのうを探す女                 | - イエスタデイ・ドーパント（声 - 平田薫） | 中島かずき | 石田秀範 |
| 5月09日        | 34     | Yの悲劇 / あにいもうと                   | - イエスタデイ・ドーパント（声 - 平田薫） | 中島かずき | 石田秀範 |
| 5月16日        | 35     | Rの彼方に / やがて怪物という名の雨       | - ケツァルコアトルス・ドーパント（試験体） | 長谷川圭一 | 田﨑竜太 |
| 5月23日        | 36     | Rの彼方に / 全てを振り切れ               | - ウェザー・ドーパント（声 - 檀臣幸） | 長谷川圭一 | 田﨑竜太 |
| 5月30日        | 37     | 来訪者X / 約束の橋                       | - ホッパー・ドーパント（声 - 佃井皆美） | 長谷川圭一 | 諸田敏   |
| 6月06日        | 38     | 来訪者X / ミュージアムの名のもとに       | - ホッパー・ドーパント（声 - 佃井皆美） | 長谷川圭一 | 諸田敏   |
| 6月20日        | 39     | Gの可能性 / バッドシネマパラダイス       | - ジーン・ドーパント（声 - 川野直輝） | 三条陸     | 柴﨑貴行 |
| 6月27日        | 40     | Gの可能性 / あなたが許せない             | - ジーン・ドーパント（声 - 川野直輝） | 三条陸     | 柴﨑貴行 |
| 7月04日        | 41     | Jの迷宮 / 猟奇的な悪女                   | - ジュエル・ドーパント（声 - 河合龍之介） | 長谷川圭一 | 石田秀範 |
| 7月11日        | 42     | Jの迷宮 / ダイヤモンドは傷ついて         | - ジュエル・ドーパント（声 - 河合龍之介） | 長谷川圭一 | 石田秀範 |
| 7月18日        | 43     | Oの連鎖 / 老人探偵                       | - オールド・ドーパント（声 - 小豆畑雅一） | 長谷川圭一 | 坂本浩一 |
| 7月25日        | 44     | Oの連鎖 / シュラウドの告白               | - オールド・ドーパント（声 - 小豆畑雅一） | 長谷川圭一 | 坂本浩一 |
| 8月01日        | 45     | Kが求めたもの / 悪魔のしっぽ             | - テラードラゴン | 三条陸     | 諸田敏   |
| 8月08日        | 46     | Kが求めたもの / 最後の晩餐               | - テラードラゴン | 三条陸     | 諸田敏   |
| 8月15日        | 47     | 残されたU / フィリップからの依頼         | - ユートピア・ドーパント | 三条陸     | 石田秀範 |
| 8月22日        | 48     | 残されたU / 永遠の相棒                   | - ユートピア・ドーパント | 三条陸     | 石田秀範 |
| 8月29日        | 49     | Eにさよなら / この街に正義の花束を       | - アノマロカリス・ドーパント（声 - 伊藤竜翼） - コックローチ・ドーパント（声 - 金子直史） - エナジー・ドーパント（声 - 末高斗夢）                                            | 三条陸     | 石田秀範 |

## 評価
バンダイ決算短信発表によれば仮面ライダーIP別売上高は9月〜12月放送した2009年は175億円を記録し、1月〜8月放送した2010年は230億円を記録した。

## 他媒体展開
特記の無いものを除き、いずれの作品にも仮面ライダーWが登場。

### 他テレビシリーズ
『仮面ライダーフォーゼ』
本作品から財団Xが再登場。また、第2話にて劇場版の事件について触れた風都のローカル新聞「風都日報」の記事が登場している。
『仮面ライダーウィザード』
最終2話に仮面ライダーWとドーパントが登場。
『仮面ライダージオウ』
仮面ライダーWが2068年の世界に歴代平成仮面ライダーの銅像のひとつとして登場。
EP29に仮面ライダーアクセルが登場。EP47からLAST（最終回）にドーパントと風都タワーが登場。LASTに仮面ライダーW サイクロンジョーカーエクストリームとユートピア・ドーパントが登場。

### 映画
『仮面ライダーディケイド オールライダー対大ショッカー』（2009年8月8日公開）
『仮面ライダーディケイド』の単独作品。テレビシリーズに先駆けてサイクロンジョーカー、ヒートジョーカー、ヒートメタルの3フォームを披露。
『仮面ライダー×仮面ライダー W&ディケイド MOVIE大戦2010』（2009年12月12日公開）
本作品と『仮面ライダーディケイド』のクロスオーバー作品。テレビシリーズ第12話から第17話のオープニングおよび提供画面にて、同作品のタイアップ映像が使用された。時系列上ではテレビシリーズの第12話と第13話の間の出来事として描かれている。
『仮面ライダーW FOREVER AtoZ/運命のガイアメモリ』（2010年8月7日公開）
本作品の単独作品。テレビシリーズ第44話から第48話のオープニングにて、同作品のタイアップ映像が使用された。時系列上ではテレビシリーズの第44話と45話の間の出来事として描かれている。
『仮面ライダー×仮面ライダー オーズ&ダブル feat.スカル MOVIE大戦CORE』（2010年12月18日公開）
『仮面ライダーオーズ/OOO』と本作品のクロスオーバー作品。テレビシリーズ最終話の後日譚として描かれている。
『オーズ・電王・オールライダー レッツゴー仮面ライダー』（2011年4月1日公開）
『仮面ライダーオーズ/OOO』と『仮面ライダー電王』をメインとしたクロスオーバー作品。本作品からは仮面ライダーアクセルとドーパントも登場。
『劇場版 仮面ライダーオーズ WONDERFUL 将軍と21のコアメダル』（2011年8月6日公開）
『仮面ライダーオーズ/OOO』の単独作品。江戸時代の実在のキャラクターとして風の左平次が登場。
『仮面ライダー×仮面ライダー フォーゼ&オーズ MOVIE大戦MEGA MAX』（2011年12月10日公開）
『仮面ライダーフォーゼ』と『仮面ライダーオーズ/OOO』のクロスオーバー作品。本作品からは仮面ライダージョーカー、財団X、ドーパントも登場。
『仮面ライダーフォーゼ THE MOVIE みんなで宇宙キターッ!』（2012年8月4日公開）
『仮面ライダーフォーゼ』の単独作品。本作品からは財団Xが登場。
『仮面ライダー×仮面ライダー ウィザード&フォーゼ MOVIE大戦アルティメイタム』（2012年12月8日公開）
『仮面ライダーウィザード』と『仮面ライダーフォーゼ』のクロスオーバー作品。本作品からは仮面ライダーアクセルとドーパントが登場。また、仮面ライダーWは変身後の姿でのみ登場。
スーパーヒーロー大戦シリーズ
いずれも仮面ライダーシリーズとスーパー戦隊シリーズのクロスオーバー作品。
『仮面ライダー×スーパー戦隊 スーパーヒーロー大戦』（2012年4月21日公開）
本作品からは仮面ライダーアクセルとドーパントも登場。
『仮面ライダー×スーパー戦隊×宇宙刑事 スーパーヒーロー大戦Z』（2013年4月27日公開）
上記2シリーズとメタルヒーローシリーズのクロスオーバー作品。
『平成ライダー対昭和ライダー 仮面ライダー大戦 feat.スーパー戦隊』（2014年3月29日公開）
本作品からは左翔太郎 / 仮面ライダージョーカーも登場。
『スーパーヒーロー大戦GP 仮面ライダー3号』（2015年3月21日公開）
本作品からは仮面ライダーWとリボルギャリーも登場。
『仮面ライダー×仮面ライダー 鎧武&ウィザード 天下分け目の戦国MOVIE大合戦』（2013年12月14日公開）
『仮面ライダー鎧武/ガイム』と『仮面ライダーウィザード』のクロスオーバー作品。パラレルワールドの武神Wが登場。
『仮面ライダー平成ジェネレーションズ FINAL ビルド&エグゼイドwithレジェンドライダー』（2017年12月9日公開）
『仮面ライダービルド』と『仮面ライダーエグゼイド』をメインとしたクロスオーバー作品。本作品からは財団Xが登場。
『劇場版 仮面ライダービルド Be The One』（2018年8月4日公開）
『仮面ライダービルド』の単独作品。エピローグにW サイクロンジョーカー、テラー・ドーパントが登場。
『平成仮面ライダー20作記念 仮面ライダー平成ジェネレーションズ FOREVER』（2018年12月22日公開）
『仮面ライダージオウ』と『仮面ライダービルド』をメインとしたクロスオーバー作品。仮面ライダーWと風麺マスターとドーパントの他、地球の本棚が登場。
『劇場版 仮面ライダージオウ Over Quartzer』（2019年7月26日公開）
『仮面ライダージオウ』の単独作品。仮面ライダーWが登場。
『仮面ライダー 令和 ザ・ファースト・ジェネレーション』（2019年12月21日公開）
『仮面ライダージオウ』と『仮面ライダーゼロワン』をメインとしたクロスオーバー作品。仮面ライダーWが登場。
『セイバー+ゼンカイジャー スーパーヒーロー戦記』（2021年7月22日公開）
仮面ライダー50周年×スーパー戦隊45作品記念。仮面ライダーWが登場。
『仮面ライダー ビヨンド・ジェネレーションズ』（2021年12月17日公開）
『仮面ライダーリバイス』と『仮面ライダーセイバー』をメインとしたクロスオーバー作品。仮面ライダーアクセルが登場。
『仮面ライダーガッチャード ザ・フューチャー・デイブレイク』
『仮面ライダーガッチャード』の単独作品。仮面ライダーWが登場。

### Vシネマ
『仮面ライダーW RETURNS』
平成仮面ライダーシリーズ初のVシネマ作品。
- 『仮面ライダーアクセル』（2011年4月21日発売）

仮面ライダーアクセルを主役にしたスピンオフ作品。作中の時系列は『MOVIE大戦CORE』の後（照井と亜樹子が結婚後）の物語となる。本作品第19 - 22話、第27話、第28話、第35話、第36話の映像も一部使用されている。
- 『仮面ライダーエターナル』（2011年7月21日発売）

『AtoZ/運命のガイアメモリ』の強敵・仮面ライダーエターナルを主役にしたスピンオフ作品。本作品第21話と第44話の映像も一部使用されている。
『ドライブサーガ 仮面ライダーチェイサー』（2016年4月20日発売）
『仮面ライダードライブ』のVシネマ作品。本作品から照井竜 / 仮面ライダーアクセルが登場。
『仮面ライダージオウ NEXT TIME ゲイツ、マジェスティ』（2020年4月22日発売）
『仮面ライダージオウ』のVシネクスト作品。本作品から照井竜 / 仮面ライダーアクセル、仮面ライダーW ファングジョーカー、スミロドン・ドーパントが登場。

### プラネタリウム映画
『仮面ライダー 恐怖の地球温暖化計画』
2010年6月5日以降より全国のプラネタリウム館で上映。ある島でショッカーの企む地球温暖化計画に対し、1号、2号、Wそして10人ライダーが立ち向かう。
登場キャラクター
- 仮面ライダーW サイクロンジョーカー
  - 左翔太郎 - 桐山漣
  - フィリップ - 菅田将暉

- 仮面ライダー1号（声） - 稲田徹
- 仮面ライダー2号（声） - 藤本たかひろ
- 仮面ライダークウガ マイティフォーム
- 仮面ライダーアギト グランドフォーム
- 仮面ライダー龍騎
- 仮面ライダーファイズ
- 仮面ライダーブレイド
- 仮面ライダー響鬼
- 仮面ライダーカブト ライダーフォーム
- 仮面ライダー電王 ソードフォーム
- 仮面ライダーキバ キバフォーム
- 仮面ライダーディケイド
- ヒルカメレオン（声） - 高戸靖広
- ショッカー総統（声） - 柴田秀勝
- ナレーション - 掛川裕彦

### ミニドラマ
『左翔太郎ハードボイルド妄想日記』
セル版DVD各収録の映像特典オリジナルショートストーリー。翔太郎の妄想世界「もしも亜樹子が○○だったら」を映像化。ミニドラマの間に挿入する形で、メインキャスト3人（第5巻より木ノ本も参加）によるスペシャルトークも収録されている。
スタッフ
- 監督 - 伊藤良一
- 脚本 - 用田邦憲
- ドーパント - おぐらとしひろ （JAE）

| 発売日         | 話数   | サブタイトル                         | 登場怪人                       |
| -------------- | ------ | ------------------------------------ | ------------------------------ |
| 2010年 2月21日 | VOL.1  | もしも亜樹子が優秀な秘書だったら     | ティーレックス・ドーパント     |
| 3月21日        | VOL.2  | もしも亜樹子が市議会議員だったら     | コックローチ・ドーパント       |
| 4月21日        | VOL.3  | もしも亜樹子がメイドだったら         | バイラス・ドーパント           |
| 5月21日        | VOL.4  | もしも亜樹子が怪盗だったら           | バイオレンス・ドーパント       |
| 6月21日        | VOL.5  | もしも竜が探偵だったら               | バード・ドーパント             |
| 7月21日        | VOL.6  | もしも亜樹子がアイドルだったら       | トライセラトップス・ドーパント |
| 8月6日         | VOL.7  | もしも亜樹子がマジシャンだったら     | パペティアー・ドーパント       |
| 9月21日        | VOL.8  | もしも亜樹子が【極妻】だったら       | ナイトメア・ドーパント         |
| 10月21日       | VOL.9  | もしも亜樹子が妹だったら             | ウェザー・ドーパント           |
| 11月21日       | VOL.10 | もしも亜樹子が殺し屋だったら         | ジーン・ドーパント             |
| 12月3日        | VOL.11 | もしも亜樹子がおばあちゃんになったら | ジュエル・ドーパント           |
| 2011年 1月21日 | VOL.12 | もしも誰もがハードボイルドだったら   | テラー・ドーパント             |

### ネットムービー
『ネット版 仮面ライダーW FOREVER AtoZで爆笑26連発』
映画『AtoZ/運命のガイアメモリ』に連動したWebムービー。AからZの26のアルファベットにまつわるショートフィルム。
『ネット版 仮面ライダーフォーゼ みんなで授業キターッ!』
照井竜/仮面ライダーアクセルが登場。
『仮面ライダーブレイブ〜Surviveせよ！復活のビーストライダー・スクワッド！〜』
本作品からは財団Xが登場。
『仮面ライダーリバイス The Mystery（ザ・ミステリー）』
照井竜/仮面ライダーアクセルが登場。
『仮面ライダージャンヌ&仮面ライダーアギレラ withガールズリミックス』
鳴海亜樹子が登場。
『仮面ライダーアウトサイダーズ』
財団Xが登場。
『仮面ライダーマジェード withガールズリミックス』
鳴海亜樹子が登場。

### オリジナルDVD
『仮面ライダーW DVD ガイアメモリ大図鑑』
てれびくん2010年8月号ふろくDVD収録のオリジナルエピソード。謎の衝撃でガイアメモリのことを忘れてしまったフィリップの記憶を思い出させようと、ガイアメモリを検索していく。超バトルDVDの後日譚といえる内容となっている。
スタッフ
- 監督 - 山口恭平
- 脚本 - 木原大輔
- 制作・発行 - 小学館

『仮面ライダーW 超バトルDVD 丼のα/さらば愛しのレシピよ（）』
てれびくん応募者全員サービスDVD。風都名物のラーメン屋・風麺を襲うドーパントの「ふわふわジューシー」という言葉の意味を探るため、翔太郎、照井、亜樹子はドンブリ対決をすることに。
DVDは『FUTO EXPRESS』と書かれた特製の封筒で郵送され、特典として劇中料理のレシピカード3枚が同梱された。登場するオヤコドン・ドーパントは、「新ドーパントデザインコンテスト」でグランプリを受賞した絵を元にデザインされた。同作品のみ翔太郎とフィリップが、サイクロンジョーカーからではなくヒートメタルから変身する。
書籍『仮面ライダーW超全集』では第35話と第36話の間に挿入されている。
- てれびくん応募者全員サービスでは本作品で初めて台本が製本された。

キャスト
- 左翔太郎 - 桐山漣
- フィリップ - 菅田将暉
- 鳴海亜樹子 - 山本ひかる
- 照井竜 - 木ノ本嶺浩
- 相田伊三 - ヒロシ
- 相田エリコ - 藤江れいな（AKB48）
- 風麺マスター - どうきひろし
- フロッグポッドの声 - 太田真一郎
- ナレーション - 立木文彦

スーツアクター
- 仮面ライダーW - 高岩成二
- 永徳
- 藤田慧

スタッフ
- 原作 - 石ノ森章太郎（石森章太郎プロ）
- 監督 - 山口恭平
- 脚本 - 木原大輔
- プロデュース - 塚田英明、高橋一浩
- アクション監督 - 宮崎剛（ジャパンアクションエンタープライズ）
- 特撮監督 - 佛田洋
- 製作・発行 - 小学館

### ゲーム
発売は全作品ともバンダイナムコゲームス（バンダイレーベル、バンプレストレーベル、現：バンダイナムコエンターテインメント）による。
『仮面ライダー クライマックスヒーローズW』
2009年12月3日発売、Wii専用ソフト。
シリーズ第2弾。プレイヤーキャラのWが登場。
『ロストヒーローズ』
2012年9月6日発売、ニンテンドー3DS、PlayStation Portable専用ソフト。
コンパチヒーローシリーズ作品のうちのひとつ。15名のプレイヤーキャラの一人であるダブル、アシストキャラのアクセルが登場。
『仮面ライダー バトライド・ウォー』
2013年5月23日発売、PlayStation 3専用ソフト。
仮面ライダーウィザードまでの平成ライダーを収録。
18人登場するプレイヤーキャラの1人としてダブル、アクセル、敵キャラのうちボスとしてウェザー・ドーパント、戦闘員としてマスカレイド・ドーパントがそれぞれ登場。
『KAMEN RIDER memory of heroez』
2020年10月29日発売、PlayStation 4、Nintendo Switch用ソフト。
プレイヤーキャラとしてダブル、アクセル、敵キャラとしてミュージアムのドーパントとエターナルが登場。キャラクターの声はゲームオリジナルの声優が起用されている。

### 小説
『S.I.C. HERO SAGA KAMEN RIDER W -Playback-』
詳細はリンク先を参照。
『小説 仮面ライダーW 〜Zを継ぐ者〜』
講談社キャラクター文庫、2012年11月30日発売。著：三条陸 ISBN 978-4-06-314861-9
ひょんなことから翔太郎の名を語ることになったフィリップが、風都最大のリゾート企業・ZENON（ゼノン）リゾートで起きた難事件に挑む。時系列上ではテレビシリーズ第32話・第33話の間に当たるオリジナルの物語で、テレビシリーズでは描かれなかった設定の補足も多く行われている。またテレビシリーズでは使用されなかった「Z」が同作品のサブタイトルにて使用されたことで、全てのアルファベットが網羅されることとなった。地の文はフィリップの一人称で描写されている。
オリジナル仮面ライダー
仮面ライダーサイクロン

### 映像ソフト化
いずれも発売元は東映ビデオ。
- テレビシリーズの第1エピソードである第1話と2話を編集・収録したヒーロークラブのDVDは2009年12月11日発売。
- テレビシリーズの第4エピソードである第7話と8話を編集・収録したヒーロークラブのDVDは2010年1月21日発売。
- テレビシリーズのDVDは2010年2月21日から2011年1月21日にかけて発売。全12巻（最終12巻のみ5話収録で11巻までは各巻4話収録）。全巻収納BOXが2010年8月6日に発売される第7巻の初回生産限定として付属。
- 2013年7月12日、9月13日、11月1日にそれぞれテレビシリーズのBlu-rayBOXが全3巻で発売。BOX1にはてれびくん応募者全員サービスDVD『仮面ライダーW 超バトルDVD』を、BOX2にはてれびくん2010年8月号付録DVD『仮面ライダーW DVD ガイアメモリ大図鑑』をそれぞれBlu-ray化して収録。3巻共に解説書（16P）を封入し、BOX1初回限定特典として寺田克也描き下ろし全巻収納BOXが付く。

### インターネットラジオ
劇中で「風都のラジオ番組」として登場するラジオ番組が実際に制作され、公式サイト『WIND WAVE』で配信されている。『仮面ライダー電王』『仮面ライダーキバ』でもインターネットラジオの企画は行われたが「劇中番組の再現」という形で行われるのは本作品が初めてであり、内容も非常に作り込まれたものとなっている。配信番組は以下の4つ。
「園咲若菜のヒーリングプリンセス」 MC：園咲若菜
若菜が劇中でMCをしている人気番組の再現。作中で起こったことに関する話題もたびたび出る。第38話終了後の回は作中の展開に即して休止し、6月13日に打ち切りとなった。
「FU-TO HIT on GROOVE」 MC：DJ HURRY KENN
音楽番組。本作品の主題歌・挿入歌やBGM、また歴代仮面ライダー作品の歌などを主に扱う。作中との繋がりは基本的に薄い番組であるが、第23 - 24話とはリンクしている。
「向かい風一本勝負!!」 MC：つよしとあやの
MCの二人が毎回様々な勝負や企画を行う番組。
「QueenとElizabethの白抜きハートマーク!!」 MC：クイーンとエリザベス
1か月の期間限定番組で、配信は5回分。

### プロモーションビデオ
上木彩矢 w TAKUYA『W-B-X 〜W-Boiled Extreme〜』
翔太郎とフィリップ、亜樹子、W（サイクロンジョーカー）が出演。ガイアメモリを差し込むことで、上木彩矢（ソウルメモリのカラー）とTAKUYA（ボディメモリのカラー）の衣装がチェンジするという演出が盛り込まれている。
GACKT『Stay the Ride Alive』
ゲスト出演としてラストシーンにW（サイクロンジョーカー）が登場し、「GACKT」のライダーカードを受け取る。
Queen & Elizabeth『Love♡Wars』
W（サイクロンジョーカー）とアクセルが出演。クイーンとエリザベスのダンスの間に、Wがマスカレイド・ドーパントやライアー・ドーパントと戦闘するシーンが挿入され、その戦闘途中に彼女らが乱入するという演出。
鳴海荘吉『Nobody's Perfect』
テレビシリーズで語られることのなかった、鳴海荘吉のサイドストーリー。監督は田﨑竜太。フィリップが見つけたある本によって、生前の鳴海荘吉と翔太郎が依頼を受けたテラー・ドーパントが関わった過去の事件を追体験することになる。荘吉が仮面ライダースカルに変身し戦うシーンも描かれている。
松岡充『W』
映画2作目の外伝的なエピソード。仮面ライダーエターナルが登場する他、劇場版シーンからエターナルと戦うWが登場するシーンも挿入。

### CS放送・ネット配信
CS放送
- 東映チャンネル…2013年4月 - 9月、2015年4月 - 9月（いずれも「石ノ森章太郎劇場」枠）
- テレ朝チャンネル1…2018年3月 - 2019年3月（第11、12話のみ未放送）
- ファミリー劇場…2019年1月 - 2020年7月（第11、12話のみ2020年に放送）

### BS放送
- BS松竹東急…2024年10月 - （2025年4月放送分より2話連続放送）

### ネット配信
- GYAO!…2014年8月 - 12月、2017年12月 -
- 東映特撮 YouTube Official…2015年1月30日 - 7月24日、2018年11月28日 - 2019年5月22日、2022年2月26日 - 8月13日、2024年7月27日 - 2025年1月18日
- 東映特撮ニコニコおふぃしゃる…2016年7月10日 - 2017年6月11日

## 風都探偵
『風都探偵』（ふうとたんてい）は、原作：石ノ森章太郎、脚本：三条陸、作画：佐藤まさきによる日本の漫画作品。『ビッグコミックスピリッツ』（小学館）2017年36・37合併号（2017年8月7日発売）より連載中。単行本はビッグスピリッツコミックスから刊行されており、2023年10月時点の累計部数は250万部を突破している。
『仮面ライダーW』テレビシリーズの続編であり、脚本や怪人のデザイナーなどに当時のスタッフが続投している。本作では翔太郎の助手として記憶喪失の女性ときめが登場するほか、『W』では描けなかった大人向けの描写も盛り込まれている。
同作品の連載を記念し、2017年9月20日発売の『TV Bros.』9月23日号（東京ニュース通信社）では三条と佐藤、監修の塚田英明と担当編集者・有井大志の対談記事や、同作品の解説記事がそれぞれ掲載されたほか、同年10月2日発売の『週刊ビッグコミックスピリッツ』44号では桐山漣と菅田将暉がテレビシリーズ当時をイメージした衣装での変身ポーズで表紙に登場し、グラビアや対談記事も掲載された。また、発売当時の放送作品『仮面ライダービルド』までの歴代平成仮面ライダーの紹介記事、三条と塚田の対談記事、吉田戦車と二ノ宮知子のエッセイ漫画も掲載された。

### あらすじ
風都で人間を超人「ドーパント」に変える道具「ガイアメモリ」を製造していた組織「ミュージアム」は、街を守るヒーロー「仮面ライダー」によって壊滅したが、ガイアメモリは未だに出回っていた。仮面ライダーの変身者である、鳴海探偵事務所に勤める私立探偵の左翔太郎と相棒のフィリップは、変わらず探偵および仮面ライダーとして活動していた。
ある日翔太郎は、記憶喪失の女性ときめと出会う。翔太郎たちはドーパント絡みの事件に巻き込まれていたときめを助け、鳴海探偵事務所の探偵助手として雇う。そして彼女と行動をともにする中で、翔太郎たちは風都で暗躍する組織「裏風都」の存在を知る。

### 制作
上記の『TV Bros.』の対談記事によれば、同作品は仮面ライダージョーカーのVシネマ企画に端を発しており、ウェブコミック配信サイト『やわらかスピリッツ』でのコミカライズ企画を経て、『週刊ビッグコミックスピリッツ』での連載につながったという。当初は、フィリップ消滅から復活までの「空白の1年」を描く予定だったが、主人公の翔太郎が精神的に落ちており、テンションが低いままの一定のテンションで描き続けることには読み切りでは可能だが、連載では面白くないため、続編を描くものとなった。
作品名に「仮面ライダー」が入っていないのは三条の提案による。これは平成仮面ライダーが広く人気を得ていると言っても、成年誌の読者には抵抗があるのではないかと考えられたためで、『W』で塚田が『探偵物語』のようなものを志向していたことから四字熟語のような名称にすることになり、『風都探偵』に決定した。アオリや次号予告などでも第5話まで「仮面ライダー」という単語を使用しないようにした。
三条は『W』の作法は固まっているといい、本作も同様の作風で描かれている。それを踏まえて漫画でなければできないことをしようと考えており、クリーチャーデザインの寺田克也から実写ではできないデザインを提供されたことで、その狙いは加速したという。ただし漫画ではWの色が表現できず台詞で説明するしかないため、その点だけは最初から諦めている。
『W』では物語の縦軸をフィリップが担当していたが、本作では翔太郎が縦軸になっており、その相棒としてときめが登場することになった。翔太郎とフィリップは「似顔絵になっちゃダメだ」というこだわりから、それぞれ俳優のままではなく独特の容姿となっている。
第3巻は実写ならオールロケになる状況、酒がテーマ、土曜ワイド劇場を連想させる描写、液体が入ったようなデザインのドーパントといった、大人向けや漫画でしかできない要素が多数あり、三条は関係者たちがやりたいことを始めた時期ではないかと述べている。
原作の仮面ライダースカルのエピソードは他作品との共演シーンがある映画で描かれているため、『W』だけのビギンズナイトを作りたいという思いから第6巻のエピソードが作られた。少年時代の翔太郎のエピソードは、2作目の『MOVIE大戦』制作時に持ち上がった、漫画とのタイアップ企画用に制作されたプロットを使用したものである。

### 評価（風都探偵）
このマンガがすごい!2019ではオトコ編第15位にランクインした。
全国書店員が選んだおすすめコミック2019では第8位にランクインした。

### 書誌情報（風都探偵）
- 三条陸（脚本）、佐藤まさき（作画） 『風都探偵』 小学館〈ビッグスピリッツコミックス〉 、既刊18巻（2025年3月28日現在）
  1. 2018年3月30日発売 ISBN 978-4-09-189849-4
  2. 2018年3月30日発売 ISBN 978-4-09-189850-0
  3. 2018年6月29日発売 ISBN 978-4-09-189890-6
  4. 2018年10月30日発売ISBN 978-4-09-860075-5
  5. 2019年2月28日発売 ISBN 978-4-09-860225-4
    - 『ライドウォッチ、ガンバライジングカード付き限定版』 2019年2月28日発売 ISBN 978-4-09-943037-5

  6. 2019年6月28日発売 ISBN 978-4-09-860318-3
  7. 2019年11月29日発売 ISBN 978-4-09-860488-3
  8. 2020年3月30日発売 ISBN 978-4-09-860567-5
  9. 2020年10月30日発売 ISBN 978-4-09-860714-3
  10. 2021年3月30日発売 ISBN 978-4-09-860870-6
  11. 2021年8月30日発売 ISBN 978-4-09-861128-7
  12. 2022年2月28日発売 ISBN 978-4-09-861252-9
  13. 2022年8月29日発売 ISBN 978-4-09-861397-7
  14. 2023年4月28日発売 ISBN 978-4-09-861397-7
  15. 2023年11月30日発売 ISBN 978-4-09-862645-8
  16. 2024年4月30日発売 ISBN 978-4-09-862762-2
  17. 2024年10月30日発売 ISBN 978-4-09-863069-1
  18. 2025年3月28日発売 ISBN 978-4-09-863219-0

### Webアニメ
2021年4月3日、仮面ライダーシリーズ初となるシリーズアニメ化が発表された。2022年8月1日から10月17日にかけて毎週月曜0時にU-NEXTで独占配信。また、同月8日から10月24日にかけてTOKYO MXで毎週月曜22時より、サンテレビで同日23時30分から11月12日にかけて、BS11で同年10月1日から毎週土曜22時より、東映チャンネルで同年12月より放送された。

#### 制作（Webアニメ）
翔太郎、フィリップ、亜樹子、照井役の担当声優はゲーム『KAMEN RIDER memory of heroez』で同役を担当したキャストが起用されている。監督の椛島洋介によれば、ゲームのキャストは気にしなくていいという話だったが、同作での翔太郎とフィリップのキャスティングを見事だと感じたこと、椛島自身2人を演じた細谷佳正と内山昂輝が好きな役者であることから、他のキャストも含めゲームから引き続き起用された。さらに、後述する『スカルの肖像』では『KAMEN RIDER memory of heroez』で変身態のテラー・ドーパント、タブー・ドーパント、クレイドール・ドーパントを演じた宝亀克寿、佐藤聡美、M・A・Oが変身前の園咲琉兵衛、園咲冴子、園咲若菜を演じている。例外として、ミックは原作で変身態のスミロドン・ドーパントを演じた高戸靖広が担当している。
椛島によれば、当初は『W』と同様に1エピソード2話とする予定だった。この構成なら単行本5巻くらいまで収録でき、そのうえで残り2話をオリジナルの展開にするという案があったほか、大事な話だけ3話構成にする案もあった。しかし原作は事件解決後の答え合わせなどを丁寧に描くことで雰囲気を作っていたため、それを考慮して3話構成になった。3話構成だと単行本4巻くらいしか入らなくなり、また縦軸となるときめの成長を追いかけるため5巻まで描きたかったことから第4巻が削られた。ただし第4巻のエピソードがなかったことになったわけではなく、第1話や第4話で第4巻の事件について示唆されている。

#### スタッフ（Webアニメ）
出典
- 原作 - 石ノ森章太郎
- 企画 - 吉村文雄、柴田邦彦、古澤圭亮、春山ゆきお、加藤和夫
- エグゼクティブプロデューサー - 塚田英明
- プロデューサー - 内藤恵、古谷大輔
- シリーズ構成 - 樋口達人
- 脚本監修 - 三条陸
- キャラクターデザイン・総作画監督 - 蛯名秀和
- 総作画監督 - 小松原聖
- 仮面ライダー・ドーパントアニメーター - 椛島洋介、山根理宏
- メカニックデザイン - 大河広行、有澤寛
- メインアニメーター - 式地幸喜、冨永一仁、横屋健太
- 美術監督 - 渡辺幸浩
- 美術設定 - 青木智由紀、森岡賢一
- 色彩設計 - 横山さよ子
- 株式会社unknownCASE
  - CGディレクター - 加島裕幸
  - CGアニメーションディレクター - 崎山敦嗣

- 株式会社ジェットスタジオ
  - 3Dモデル監修 - 石井貢

- iPSアニメーションスタジオ株式会社
  - CGプロデューサー - 岩片裕一
  - CGラインプロデューサー - 森野浩典

- 撮影監督 - 志村豪、竹沢裕一
- 2Dグラフィックス - 影山慈郎
- 編集 - 髙橋歩
- 音響監督 - 明田川仁
- 音楽 - 中川幸太郎、鳴瀬シュウヘイ
- 音響制作 - マジックカプセル
- 音楽プロデューサー - 飯田真由（avex trax）
- アニメーション制作統括 - 金子文雄
- アニメーションプロデューサー - 増尾将史
- アニメーション制作 - スタジオKAI
- 副監督 - 種村綾隆
- 監督 - 椛島洋介
- 製作 - 「風都探偵」製作委員会

#### 主題歌（Webアニメ）
「Private Eye」
Big Gadgets ft.上木彩矢 w TAKUYAによるオープニング曲。作詞は藤林聖子、作曲は中川幸太郎。
インストゥルメンタル楽曲。第12話ではオープニングは省略され、挿入歌として使用された。
「罪と罰とアングラ」
松岡充による主題歌。作詞は松岡、作曲は吉川晃司、編曲は菅原弘明、ストリングスアレンジは大島ミチル。
エンディングテーマ位置で使用される。
「W-G-X 〜W Goes Next〜」
上木彩矢 w TAKUYAによる挿入歌。作詞は藤林聖子、作曲は鳴瀬シュウヘイ。
「Let's go ahead」
風祭メグ（Machico）による挿入歌。作詞は藤林聖子、作曲は鳴瀬シュウヘイ。

#### 各話リスト
| 話数   | サブタイトル                     | 脚本     | 画コンテ          | 演出              | 作画監督                                                                            | 仮面ライダー作画監督                                                               | 総作画監督 | 初配信日      |
| ------ | -------------------------------- | -------- | ----------------- | ----------------- | ----------------------------------------------------------------------------------- | ---------------------------------------------------------------------------------- | ---------- | ------------- |
| 第1話  | tに気をつけろ / 魔女に恋した男   | 樋口達人 | 椛島洋介          | 種村綾隆          | 蛯名秀和 坂本俊太 福田佳太 中島順 中智あすか 竹本佳子 有澤寛（パトカー）            | 椛島洋介                                                                           | 蛯名秀和   | 2022年 8月1日 |
| 第2話  | tに気をつけろ / 犯人はそこにいる | 樋口達人 | 種村綾隆          | 佃泰佑            | 蛯名秀和 Cindy H.Yamauch 竹本佳子 寺井佳史 ハニュー 小谷杏子                        | 椛島洋介                                                                           | 小松原聖   | 8月8日        |
| 第3話  | tに気をつけろ / 仮面の守護神     | 樋口達人 | 椛島洋介 種村綾隆 | 成田巧            | 桐谷真咲 小谷杏子 中智あすか 鈴木光 有澤寛（パトカー）                              | 椛島洋介                                                                           | 蛯名秀和   | 8月15日       |
| 第4話  | 最悪のm / 死を呼ぶ羽音           | 樋口達人 | 瀬藤健嗣          | 球野たかひろ      | 鈴木光 冨永一仁                                                                     | 椛島洋介                                                                           | 小松原聖   | 8月22日       |
| 第5話  | 最悪のm / 密告者                 | 樋口達人 | 相浦和也          | 和田裕一          | 竹本佳子 藤本さとる ハニュー 小畑賢 中智あすか 加藤壮 鈴木光 冨永一仁               | 宇田早輝子                                                                         | 小松原聖   | 8月29日       |
| 第6話  | 最悪のm / 白い牙                 | 樋口達人 | 徳田大貴          | 徳田大貴          | 冨永一仁 加藤壮 桐谷真咲                                                            | 徳田大貴                                                                           | 蛯名秀和   | 9月5日        |
| 第7話  | 閉ざされたk / 名コンビ遭難       | 冨岡淳広 | 麻宮騎亜          | 小野勝巳          | 今西亨 鈴木光 竹本佳子                                                              | 宇田早輝子 椛島洋介                                                                | 蛯名秀和   | 9月12日       |
| 第8話  | 閉ざされたk / 連鎖する悪意       | 冨岡淳広 | 徳田大貴          | 中重俊祐 徳田大貴 | ハニュー 井上英紀 冨永一仁 中智あすか 加藤壮 小谷杏子 鈴木光                        | 徳田大貴 椛島洋介                                                                  | 小松原聖   | 9月19日       |
| 第9話  | 閉ざされたk / 究極は二人で一人   | 冨岡淳広 | 大塚健            | 鈴木拓磨          | 鈴木光 舛田裕美 加藤壮 中小路佳毅（アクション）                                     | 中小路佳毅 椛島洋介                                                                | 小松原聖   | 9月26日       |
| 第10話 | 超人r / 裏風都へのパスポート     | 根元歳三 | 瀬藤健嗣          | 渋谷亮介 町谷俊輔 | 藤木さとる 井上英紀 今西亨 桐谷真咲 冨永一仁 加藤壮 小谷杏子 鈴木光 中智あすか      | 式地幸喜 椛島洋介                                                                  | 蛯名秀和   | 10月3日       |
| 第11話 | 超人r / つながりを求めて         | 根元歳三 | 平野宏樹          | 平野宏樹 町谷俊輔 | 丸藤広貴 冨永一仁                                                                   | 式地幸喜 椛島洋介                                                                  | 蛯名秀和   | 10月10日      |
| 第12話 | 超人r / 終焉、そして……           | 根元歳三 | 椛島洋介 種村綾隆 | 種村綾隆          | 井上英紀 藤木さとる 今西亨 冨永一仁 式地幸喜 中智あすか 小谷杏子 宇田早輝子（メカ） | 椛島洋介 中小路佳毅 酒井智史 式地幸喜 木村和貴 國松聖士 横屋健太 舛山裕美 山根理宏 | 蛯名秀和   | 10月17日      |

#### 短編SDアニメ
アニメ『風都探偵』のエンディング終了後に挿入される短編SDアニメ。

##### スタッフ（短編SDアニメ）
- 演出 - 種村綾隆
- SDキャラクターデザイン - りお
- 担当制作 - 村松瑠奈

##### 各話リスト（短編SDアニメ）
| 話数   | サブタイトル                                                                | 画コンテ | 作画監督                          | 初配信日      |
| ------ | --------------------------------------------------------------------------- | -------- | --------------------------------- | ------------- |
| 第1話  | 亜樹子の危険な遊戯                                                          | 種村綾隆 | 桐谷真咲                          | 2022年 8月1日 |
| 第2話  | -                                                                           | 平野宏樹 | 桐谷真咲                          | 8月8日        |
| 第3話  | ハードボイルド妄想日記 もしもときめがアメーバだったらぁぁぁ!!               | 種村綾隆 | 桐谷真咲                          | 8月15日       |
| 第4話  | ハードボイルド妄想日記 もしも、俺がフィリップでフィリップが俺だったらぁぁぁ | 椛島洋介 | 桐谷真咲 椛島洋介（仮面ライダー） | 8月22日       |
| 第5話  | ヒーリングプリンセスNEO                                                     | 増尾将史 | 桐谷真咲                          | 8月29日       |
| 第6話  | ヒーリングプリンセスNEO                                                     | 増尾将史 | 桐谷真咲                          | 9月5日        |
| 第7話  | -                                                                           | 平野宏樹 | 桐谷真咲                          | 9月12日       |
| 第8話  | ヒーリングプリンセスNEO                                                     | 本間絵美 | 桐谷真咲                          | 9月19日       |
| 第9話  | 亜樹子の危険な遊戯                                                          | 種村綾隆 | 桐谷真咲                          | 9月26日       |
| 第10話 | ドーパント妄想日記 もしも、裏風都ドーパントがロックバンドだったらああああ!! | 種村綾隆 | 桐谷真咲                          | 10月3日       |
| 第11話 | さぁ、火がついちまった！                                                    | 平野宏樹 | 桐谷真咲                          | 10月10日      |
| 第12話 | ハードボイルド妄想日記 もしも、みんなが戦国武将だったらぁぁぁ!!             | 平野宏樹 | 桐谷真咲                          | 10月17日      |

#### 放送局
| 放送期間                 | 放送時間                     | 放送局     | 対象地域 | 備考                  |
| ------------------------ | ---------------------------- | ---------- | -------- | --------------------- |
| 2022年8月8日 - 10月24日  | 月曜 22:00 - 22:30           | TOKYO MX   | 東京都   |                       |
|                          | 月曜 23:30 - 翌0:00          | サンテレビ | 兵庫県   |                       |
| 2022年10月1日 - 12月17日 | 土曜 22:00 - 22:30           | BS11       | 日本全域 | BS放送 / 『ANIME+』枠 |
| 2022年10月8日 - 11月12日 | 土曜 2:25 - 3:25（金曜深夜） | 熊本放送   | 熊本県   | 2話連続放送           |

| 配信開始日   | 配信時間                   | 配信サイト         |
| ------------ | -------------------------- | ------------------ |
| 2022年8月1日 | 月曜 0:00 （日曜深夜）更新 | U-NEXT（独占配信） |

#### 関連書籍
- アニメーション製作：「風都探偵」製作委員会 / 原作：石ノ森章太郎  / 原作：三条陸 『アニメ「風都探偵」公式ガイドブック』 小学館〈ビッグコミックス〉、2023年4月28日発売、ISBN 978-4-09-861669-5

#### 評価（Webアニメ）
第45回アニメグランプリでは「グランプリ作品部門」で第26位にランクインした。

### 劇場アニメ
2024年11月8日からは劇場版『風都探偵 仮面ライダースカルの肖像』（ふうとたんてい かめんライダースカルのしょうぞう）が期間限定で公開された。原作漫画第6巻をアニメ化している。
入場者プレゼントとして、翔太郎の探偵助手時代を描く漫画「sたちの肖像／探偵の必需品」などを収録した冊子「風都探偵 第6.5集」が配布される。

#### 主題歌（劇場アニメ）
「似合う男になれ」
鳴海荘吉（実写版で同役を演じた吉川晃司）による劇場版主題歌。作詞は鳴海荘吉・jam、作曲は鳴海荘吉、編曲は菅原弘明。

#### 評価（劇場アニメ）
2024年11月8日から10日の全国映画動員ランキングで初登場第5位となった。
ライターの桐沢たえは、本作だけでエピソードが完結していることから『W』や『風都探偵』を知らなくても見やすく、むしろ本作から「Wワールド」に入るのもおすすめとしている。

### 舞台
『風都探偵 The STAGE』のタイトルで、2022年12月から2023年1月にかけて東京・大阪で上演。

#### キャスト（舞台）
- 左翔太郎 - 和田雅成[102]
- フィリップ - 木津つばさ[102]
- 鳴海亜樹子 - 生駒里奈[103]
- 照井竜 - 上野凱[103]
- ときめ - 能條愛未[103]
- 刃野幹夫 - なだぎ武[103]
- 真倉俊 - 相澤莉多[103]
- 立川蓮司 - 松本寛也[103]
- サブ - 梅澤裕介[103]
- 坪崎忠太 - 伊藤孝太郎[103]
- 万灯雪侍 - 君沢ユウキ[104]
- 井坂仁美[105]
- 池田優樹[106]

#### スタッフ（舞台）
- 原作 - 石ノ森章太郎[102]
- 脚本監修 - 三条陸[102]
- 脚本 - 西駿人、毛利亘宏[102]
- 演出 - 毛利亘宏[102]

## 関連作品
『騎士竜戦隊リュウソウジャー』
第29話にて、緑スリッパを持ったキャラクター（演 - 山本ひかる）と「風麺のマスター」に似ているキャラクター（演 - どうきひろし）が登場。